# Transports en commun de Cannes
Palm Bus est le réseau de transports en commun de la communauté d'agglomération Cannes Pays de Lérins, incluant Cannes, Le Cannet, Mandelieu-la-Napoule, Mougins, Théoule-sur-Mer, Valbonne, Le Trayas, Vallauris, Pégomas et La Roquette-sur-Siagne. Il est exploité par la Régie Palm Transports depuis le 1er janvier 2013 pour le compte de la communauté d'agglomération Cannes Pays de Lérins et jusqu'à la création de cette dernière en 2014, par le syndicat intercommunal des transports publics (SITP).
Certaines autres lignes situées en périphérie sont également sous-traitées par la SNT SUMA et anciennement par Transdev Alpes-Maritimes.
Le réseau dispose également d'un bus à haut niveau de service, le Palm Express.

## Historique
De 1900 à 1933, bien avant l'autobus qui lui succédera, le tramway de Cannes desservait les villes de Cannes et Le Cannet, mais s'étendait aussi vers Antibes, Golfe-Juan et Vallauris.

En 1991, le réseau prend le nom Bus Azur. Desservant Cannes et Le Cannet, il s'étend en 1997 à Mandelieu-la-Napoule en absorbant son réseau de bus municipal.

Ancien logo Bus Azur.

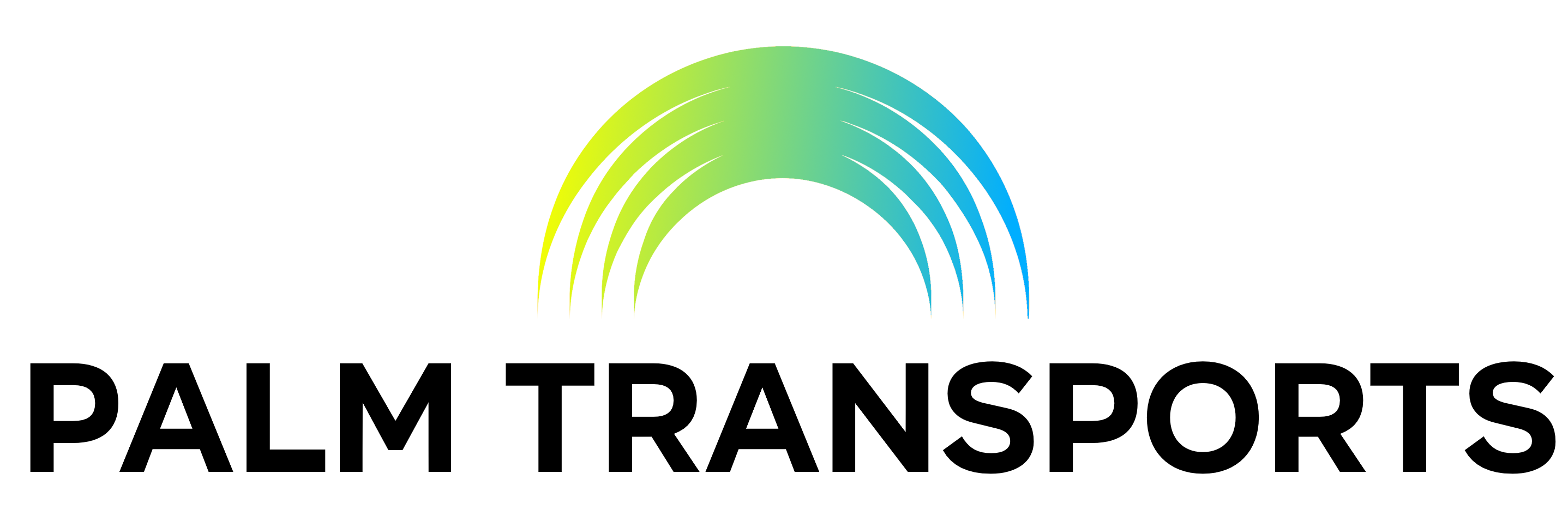
Logo de l'exploitant.

Le 1er janvier 2014, le réseau Bus Azur est étendu aux communes de Mougins et Théoule-sur-Mer et devient officiellement Palm Bus.
Le réseau est modifié comme suit : Les lignes 24 à 27 du réseau Sillages sont transférées au réseau Palm Bus avec un renforcement de l'ensemble des lignes, la ligne 25 étant intégrée à la ligne 27. Création des lignes 23 et 30 et de nouvelles dessertes à la demande. Intégration de la ligne départementale 620 et création de la ligne 22.
En janvier 2015 sont créées les lignes Palm Sophia et Palm à la demande Capitou, Termes et Minelle. Handi Palm est intégré au service Palm à la demande.
En 2018, le réseau reçoit le tout premier prototype au monde de l'Heuliez Bus GX 337 Linium pour les lignes Palm Express.
En fin 2019, la régie Palm Transports met en service les 3 premiers véhicules articulés (GX 437 Linium) et attend une nouvelle réception de 6 nouveaux véhicules articulés hydrogènes de marque Heuliez.
En 2021, la régie reçoit son tout nouveau bus 100% électrique.
Le 1er septembre 2022, la ligne 18 du réseau grassois rejoint le réseau Palm Bus,.
En septembre 2023, voit le réseau Palm Bus subir un remaniement.
- Trois nouvelles lignes de bus verront le jour : 26, 28 et 29, desservant les villes de Cannes, Mougins, Valbonne et Sophia-Antipolis
- La ligne 27 disparaît au profit de la nouvelle ligne 29 et la ligne 25 devient un renfort scolaire renommée R5.

Depuis début février, de nouveaux écrans voyageurs sont installés sur les différents arrêts de bus desservis par le réseau.
La SNT SUMA exploitait l’été 2024 en sous-traitance les navettes Mimo'Plage, Bocca Cabana et Mouré Rouge, ainsi que la ligne 23.

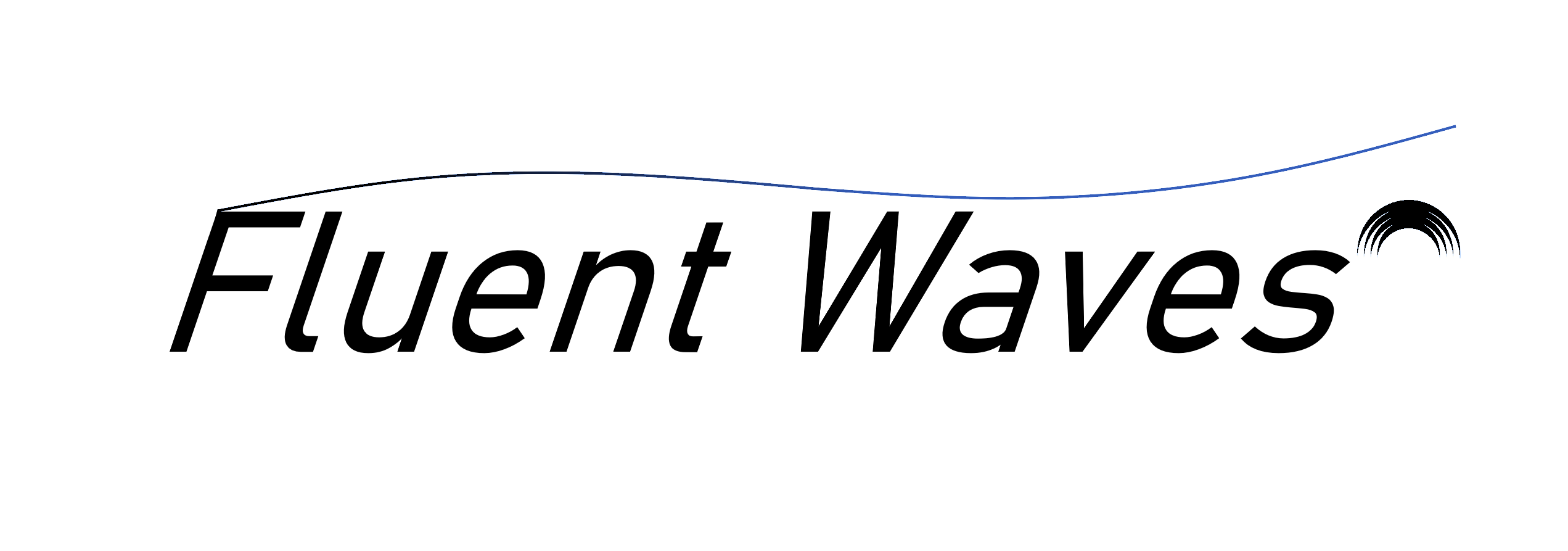
Logo de la livrée Fluent Waves.

Les nouveaux véhicules électriques ont désormais un sticker à l’intérieur avec le numéro de parc du véhicule et le nom de la livrée "Fluent Waves", ainsi que des girouettes polychromes blanches.

## Billettique et affichages

### Systèmes connectés

#### Girouettes
Le réseau disposait de girouettes Duhamel sur les véhicules jusqu'à 2008.
Actuellement, les GX 327 BHNS, les GX 127 et certains GX 337 disposent de girouettes Hannover.
Tout le reste fonctionne sur base Aesys.

#### SAEIV
Depuis l'arrivée de Palm Bus, le réseau exploite des SAE Engie Ineo.
Les écrans voyageurs intérieur sont de marque Hanover, tous véhicules confondus.
Les écrans voyageurs extérieur déployés sur l'ensemble du réseau sont des Lumiplan, à l'exception du nouvel arrêt en site propre "Coeur de Mougins", qui fonctionne grâce à un écran Aesys plus grand.

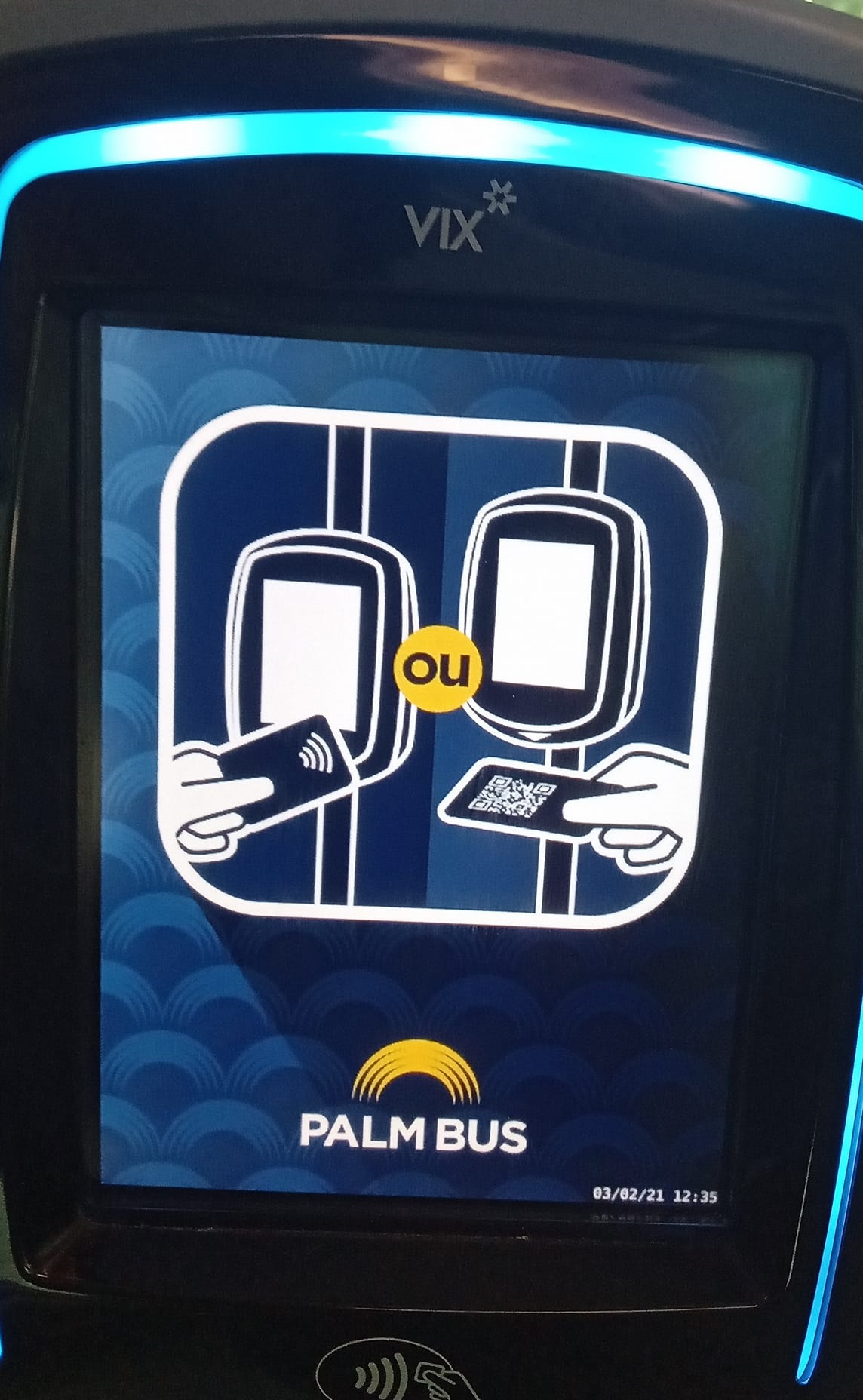
Valideurs Palm Bus 2019-2021

La voix d'annonce vocale est Margaux en français et Laura pour la traduction en anglais, du service AcapelaBox.

### Billettique
Le réseau exploite actuellement de la billettique VIX. En 2019, ils sont passés au VIX ERG TP 5800.
En 2021, le réseau voit ses systèmes billettique mis à jour et accepte les paiements par carte bancaire et ajoute différentes options sur leur système billettique.

## Lignes du réseau
| Ligne | Caractéristiques | Caractéristiques                                              | Caractéristiques                                              | Caractéristiques                                              | Caractéristiques                                              | Caractéristiques                                              | Caractéristiques                                              | Caractéristiques                                              | Caractéristiques                                              |
| A     | Palm Express A | Palm Express A                                                | Palm Express A                                                | Palm Express A                                                | Palm Express A                                                | Palm Express A                                                | Palm Express A                                                | Palm Express A                                                | Palm Express A                                                |
| A     | Cannes — Gare SNCF ⥋ Mandelieu-La Napoule — Centre Commercial | Cannes — Gare SNCF ⥋ Mandelieu-La Napoule — Centre Commercial | Cannes — Gare SNCF ⥋ Mandelieu-La Napoule — Centre Commercial | Cannes — Gare SNCF ⥋ Mandelieu-La Napoule — Centre Commercial | Cannes — Gare SNCF ⥋ Mandelieu-La Napoule — Centre Commercial | Cannes — Gare SNCF ⥋ Mandelieu-La Napoule — Centre Commercial | Cannes — Gare SNCF ⥋ Mandelieu-La Napoule — Centre Commercial | Cannes — Gare SNCF ⥋ Mandelieu-La Napoule — Centre Commercial | Cannes — Gare SNCF ⥋ Mandelieu-La Napoule — Centre Commercial |
| ----- | --- | ------------------------------------------------------------- | ------------------------------------------------------------- | ------------------------------------------------------------- | ------------------------------------------------------------- | ------------------------------------------------------------- | ------------------------------------------------------------- | ------------------------------------------------------------- | ------------------------------------------------------------- |
| A     | Ouverture / Fermeture 1er janvier 2013 / — | Longueur —                                                    | Durée 47 min                                                  | Nb. d’arrêts 40                                               | Matériel GX 337 BHNS GX 337 Linium GX 437 Linium              | Jours de fonctionnement L, Ma, Me, J, V, S, D                 | Jour / Soir / Nuit / Fêtes O / O / N / O                      | Voy. / an —                                                   | Exploitant Régie Palm Transports                              |
| A     | Desserte : - Villes et lieux desservis : Cannes (Gare SNCF, Hôtel de Ville, Vallombrosa, La Bocca, Coubertin) et Mandelieu-La Napoule (Capitou, Gare Routière de Mandelieu, Centre Commercial) - Gares desservies : Gare de Cannes, Gare de Cannes-La-Bocca et Gare du Bosquet. La gare de Mandelieu-la-Napoule est accessible en correspondance avec la ligne 23 à Mandelieu - Gare Routière. |                                                               |                                                               |                                                               |                                                               |                                                               |                                                               |                                                               |                                                               |
| A     | Autre : - Arrêts non accessibles aux UFR : — - Amplitudes horaires : La ligne fonctionne du lundi au samedi de 5 h 30 à 21 h 35 et les dimanches et fêtes à partir de 7 h environ. - Particularités : - Jusqu'au 29 août 2016, la ligne Palm Express s’appelait la ligne 20 et desservait la mairie de Mandelieu. Le 10 juillet 2017, la ligne Palm'Express devient la ligne Palm'Express A. - En soirée, la ligne est remplacée par la ligne Palm Night N20. Du lundi au samedi, environ un bus sur deux est prolongé aux extrémités de la ligne, certains services étant étendu des deux côtés et d'autres non. En semaine en période scolaire un aller/retour par jour est ajouté pour la desserte du Lycée Carnot. Les dimanches et fêtes, la ligne circule sur le tronçon Gare SNCF ↔ Balcon d'Azur uniquement. - Date de dernière mise à jour : 8 octobre 2023. |                                                               |                                                               |                                                               |                                                               |                                                               |                                                               |                                                               |                                                               |
| A     | Dernière actualisation : — |                                                               |                                                               |                                                               |                                                               |                                                               |                                                               |                                                               |                                                               |
| B     | Palm Express B | Palm Express B                                                | Palm Express B                                                | Palm Express B                                                | Palm Express B                                                | Palm Express B                                                | Palm Express B                                                | Palm Express B                                                | Palm Express B                                                |
| B     | Cannes — Gare SNCF ⥋ Grasse/Mouans-Sartoux — Centre |                                                               |                                                               |                                                               |                                                               |                                                               |                                                               |                                                               |                                                               |
| B     | Ouverture / Fermeture 10 juillet 2017 / — | Longueur —                                                    | Durée 81 min                                                  | Nb. d’arrêts 58                                               | Matériel 337 BHNS GX 337 Linium                               | Jours de fonctionnement L, Ma, Me, J, V, S, D                 | Jour / Soir / Nuit / Fêtes O / O / N / O                      | Voy. / an —                                                   | Exploitant Régie Palm Transports                              |
| B     | Desserte : - Villes et lieux desservis : Cannes, Le Cannet, Mougins, Mouans-Sartoux, Grasse - Gares desservies : Gare de Cannes,Gare de Mouans-Sartoux. |                                                               |                                                               |                                                               |                                                               |                                                               |                                                               |                                                               |                                                               |
| B     | Autre : - Arrêts non accessibles aux UFR : — - Amplitudes horaires : La ligne fonctionne du lundi au samedi de 6 h 30 à 20 h 20 et les dimanches et fêtes à partir de 7 h environ. - Particularités : Remplace la ligne 30 depuis le 10 juillet 2017. - Date de dernière mise à jour : 8 octobre 2023. |                                                               |                                                               |                                                               |                                                               |                                                               |                                                               |                                                               |                                                               |
| B     | Dernière actualisation : — |                                                               |                                                               |                                                               |                                                               |                                                               |                                                               |                                                               |                                                               |

Ces lignes seront bientôt fusionnées pour former la ligne Palm Express.

### Lignes 1 à 9
| Ligne | Caractéristiques | Caractéristiques | Caractéristiques | Caractéristiques | Caractéristiques | Caractéristiques | Caractéristiques | Caractéristiques | Caractéristiques |
| 1     | Cannes — Ranguin - Alfred de Musset ⥋ Le Cannet — Penh Chaï | Cannes — Ranguin - Alfred de Musset ⥋ Le Cannet — Penh Chaï                                                                                  | Cannes — Ranguin - Alfred de Musset ⥋ Le Cannet — Penh Chaï                                                                                  | Cannes — Ranguin - Alfred de Musset ⥋ Le Cannet — Penh Chaï                                                                                  | Cannes — Ranguin - Alfred de Musset ⥋ Le Cannet — Penh Chaï                                                                                  | Cannes — Ranguin - Alfred de Musset ⥋ Le Cannet — Penh Chaï                                                                                  | Cannes — Ranguin - Alfred de Musset ⥋ Le Cannet — Penh Chaï                                                                                  | Cannes — Ranguin - Alfred de Musset ⥋ Le Cannet — Penh Chaï                                                                                  | Cannes — Ranguin - Alfred de Musset ⥋ Le Cannet — Penh Chaï                                                                                  |
| ----- | --- | --- | --- | --- | --- | --- | --- | --- | --- |
| 1     | Ouverture / Fermeture 1er janvier 2013 / — | Longueur — | Durée 45 min | Nb. d’arrêts 50 | Matériel GX 327 BHNS GX 337 BHNS GX 337 | Jours de fonctionnement L, Ma, Me, J, V, S, D                                                                                                | Jour / Soir / Nuit / Fêtes O / O / N / O | Voy. / an — | Exploitant Régie Palm Transports |
| 1     | Desserte : - Villes et lieux desservis : Cannes (Ranguin - Alfred de Musset, Bocca Nord, Coubertin, Place du Marché, Leader, Hôtel de Ville, Gare SNCF de Cannes, Lycée Carnot) et Le Cannet (Place Leclerc, Penh Chaï (Olivetum)) - Gares desservies : Gare de Cannes, Gare de Cannes-La-Bocca et Gare de Ranguin. | | | | | | | | |
| 1     | Autre : - Arrêts non accessibles aux UFR : — - Amplitudes horaires : La ligne fonctionne du lundi au vendredi de 5 h 30 à 21 h 45, le samedi de 6 h à 21 h 30 et les dimanches et fêtes de 7 h à 21 h 10 environ. - Particularités : - Jusqu'au 29 août 2016, la ligne 1 était une ligne Palm Express. - En soirée, la ligne est remplacée par la ligne Palm Night N1. - Date de dernière mise à jour : 8 octobre 2023.                                                       | | | | | | | | |
| 1     | Dernière actualisation : — | | | | | | | | |
| 2     | Cannes — Les Bastides ⥋ Le Cannet — Blanchisserie | Cannes — Les Bastides ⥋ Le Cannet — Blanchisserie                                                                                            | Cannes — Les Bastides ⥋ Le Cannet — Blanchisserie                                                                                            | Cannes — Les Bastides ⥋ Le Cannet — Blanchisserie                                                                                            | Cannes — Les Bastides ⥋ Le Cannet — Blanchisserie                                                                                            | Cannes — Les Bastides ⥋ Le Cannet — Blanchisserie                                                                                            | Cannes — Les Bastides ⥋ Le Cannet — Blanchisserie                                                                                            | Cannes — Les Bastides ⥋ Le Cannet — Blanchisserie                                                                                            | Cannes — Les Bastides ⥋ Le Cannet — Blanchisserie                                                                                            |
| 2     | Ouverture / Fermeture — / — | Longueur — | Durée 58 min | Nb. d’arrêts 46 (50) | Matériel GX 327 GX 337 | Jours de fonctionnement L, Ma, Me, J, V, S, D                                                                                                | Jour / Soir / Nuit / Fêtes O / O / N / O | Voy. / an — | Exploitant Régie Palm Transports |
| 2     | Desserte : - Villes et lieux desservis : Cannes et Le Cannet - Gares desservies : Gare de Cannes et Gare de Cannes-La-Bocca. | | | | | | | | |
| 2     | Autre : - Arrêts non accessibles aux UFR : — - Amplitudes horaires : La ligne fonctionne du lundi au samedi de 4 h 55 à 22 h 45 et les dimanches et fêtes de 7 h à 21 h 55 environ. - Particularités : En période scolaire, un départ est ajouté à destination du lycée Carnot. En soirée, la ligne est remplacée par la ligne Palm Night N2. - Date de dernière mise à jour : 8 octobre 2023.                                                                                | | | | | | | | |
| 2     | Dernière actualisation : — | | | | | | | | |
| 4     | Cannes — Hôtel de ville ⥋ Le Cannet — Place Leclerc | Cannes — Hôtel de ville ⥋ Le Cannet — Place Leclerc                                                                                          | Cannes — Hôtel de ville ⥋ Le Cannet — Place Leclerc                                                                                          | Cannes — Hôtel de ville ⥋ Le Cannet — Place Leclerc                                                                                          | Cannes — Hôtel de ville ⥋ Le Cannet — Place Leclerc                                                                                          | Cannes — Hôtel de ville ⥋ Le Cannet — Place Leclerc                                                                                          | Cannes — Hôtel de ville ⥋ Le Cannet — Place Leclerc                                                                                          | Cannes — Hôtel de ville ⥋ Le Cannet — Place Leclerc                                                                                          | Cannes — Hôtel de ville ⥋ Le Cannet — Place Leclerc                                                                                          |
| 4     | Ouverture / Fermeture — / — | Longueur — | Durée 22 / 25 min | Nb. d’arrêts 38 | Matériel GX 127 GX 137 | Jours de fonctionnement L, Ma, Me, J, V, S, D                                                                                                | Jour / Soir / Nuit / Fêtes O / N / N / O | Voy. / an — | Exploitant Régie Palm Transports |
| 4     | Desserte : - Villes et lieux desservis : Cannes et Le Cannet - Gares desservies : Gare de Cannes. | | | | | | | | |
| 4     | Autre : - Arrêts non accessibles aux UFR : — - Amplitudes horaires : La ligne fonctionne du lundi au samedi de 7 h à 20 h 30 et les dimanches et fêtes de 8 h à 19 h 40 environ. - Particularités : La ligne dessert, en alternance d'un bus sur deux, soit Place Aubanel soit Penh Chaï et Polyclinique. - Date de dernière mise à jour : 8 octobre 2023. | | | | | | | | |
| 4     | Dernière actualisation : — | | | | | | | | |
| 6A/B  | Cannes — Hôtel de ville ⥋ Le Cannet — Le Colombier (6A) / Cannes — Saint-Michel Collines (Parc Saint-Paul à certains services sauf dimanche) | Cannes — Hôtel de ville ⥋ Le Cannet — Le Colombier (6A) / Cannes — Saint-Michel Collines (Parc Saint-Paul à certains services sauf dimanche) | Cannes — Hôtel de ville ⥋ Le Cannet — Le Colombier (6A) / Cannes — Saint-Michel Collines (Parc Saint-Paul à certains services sauf dimanche) | Cannes — Hôtel de ville ⥋ Le Cannet — Le Colombier (6A) / Cannes — Saint-Michel Collines (Parc Saint-Paul à certains services sauf dimanche) | Cannes — Hôtel de ville ⥋ Le Cannet — Le Colombier (6A) / Cannes — Saint-Michel Collines (Parc Saint-Paul à certains services sauf dimanche) | Cannes — Hôtel de ville ⥋ Le Cannet — Le Colombier (6A) / Cannes — Saint-Michel Collines (Parc Saint-Paul à certains services sauf dimanche) | Cannes — Hôtel de ville ⥋ Le Cannet — Le Colombier (6A) / Cannes — Saint-Michel Collines (Parc Saint-Paul à certains services sauf dimanche) | Cannes — Hôtel de ville ⥋ Le Cannet — Le Colombier (6A) / Cannes — Saint-Michel Collines (Parc Saint-Paul à certains services sauf dimanche) | Cannes — Hôtel de ville ⥋ Le Cannet — Le Colombier (6A) / Cannes — Saint-Michel Collines (Parc Saint-Paul à certains services sauf dimanche) |
| 6A/B  | Ouverture / Fermeture — / — | Longueur — | Durée 6A : 22 min 6B : 25 (30) min 6AB : 45 (25) min                                                                                         | Nb. d’arrêts 6A : 39 6B : 25 (27) 6AB : 55 (38 / 57)                                                                                         | Matériel GX 127 GX 137 City 21 | Jours de fonctionnement L, Ma, Me, J, V, S, D                                                                                                | Jour / Soir / Nuit / Fêtes O / N / N / O | Voy. / an — | Exploitant Régie Palm Transports |
| 6A/B  | Desserte : - Villes et lieux desservis : Cannes et Le Cannet - Gares desservies : Gare de Cannes. | | | | | | | | |
| 6A/B  | Autre : - Arrêts non accessibles aux UFR : — - Amplitudes horaires : - Ligne 6A : La ligne fonctionne du lundi au vendredi de 6 h 5 à 19 h 35 et le samedi à partir de 7 h environ ; - Ligne 6B : La ligne fonctionne du lundi au samedi de 7 h 25 à 20 h environ ; - Particularités : - Ligne 6B : Desserte du parc Saint-Paul à certains services ; La ligne fonctionne les dimanches et fêtes sur l'ensemble du parcours. - Date de dernière mise à jour : 8 octobre 2023. | | | | | | | | |
| 6A/B  | Dernière actualisation : — | | | | | | | | |
| 7     | Cannes — Mare Monte ⥋ Cannes — ¨Polyclinique | Cannes — Mare Monte ⥋ Cannes — ¨Polyclinique                                                                                                 | Cannes — Mare Monte ⥋ Cannes — ¨Polyclinique                                                                                                 | Cannes — Mare Monte ⥋ Cannes — ¨Polyclinique                                                                                                 | Cannes — Mare Monte ⥋ Cannes — ¨Polyclinique                                                                                                 | Cannes — Mare Monte ⥋ Cannes — ¨Polyclinique                                                                                                 | Cannes — Mare Monte ⥋ Cannes — ¨Polyclinique                                                                                                 | Cannes — Mare Monte ⥋ Cannes — ¨Polyclinique                                                                                                 | Cannes — Mare Monte ⥋ Cannes — ¨Polyclinique                                                                                                 |
| 7     | Ouverture / Fermeture — / — | Longueur — | Durée 40 min | Nb. d’arrêts 39 (40) | Matériel GX 127 City 21 Microbus | Jours de fonctionnement L, Ma, Me, J, V, S                                                                                                   | Jour / Soir / Nuit / Fêtes O / N / N / N | Voy. / an — | Exploitant Régie Palm Transports |
| 7     | Desserte : - Villes et lieux desservis : Cannes - Gares desservies : Gare de Cannes. | | | | | | | | |
| 7     | Autre : - Arrêts non accessibles aux UFR : — - Amplitudes horaires : La ligne fonctionne du lundi au samedi de 7 h à 19 h 55 environ. - Particularités : Du lundi au vendredi en période scolaire, un service est prolongé de Polyclinique à Fontainebleau pour la desserte du Lycée des Côteaux. - Date de dernière mise à jour : 8 octobre 2023. | | | | | | | | |
| 7     | Dernière actualisation : — | | | | | | | | |
| 7A    | Cannes — Hôtel de ville ⥋ Cannes — ¨Villa Font de Veyre | Cannes — Hôtel de ville ⥋ Cannes — ¨Villa Font de Veyre                                                                                      | Cannes — Hôtel de ville ⥋ Cannes — ¨Villa Font de Veyre                                                                                      | Cannes — Hôtel de ville ⥋ Cannes — ¨Villa Font de Veyre                                                                                      | Cannes — Hôtel de ville ⥋ Cannes — ¨Villa Font de Veyre                                                                                      | Cannes — Hôtel de ville ⥋ Cannes — ¨Villa Font de Veyre                                                                                      | Cannes — Hôtel de ville ⥋ Cannes — ¨Villa Font de Veyre                                                                                      | Cannes — Hôtel de ville ⥋ Cannes — ¨Villa Font de Veyre                                                                                      | Cannes — Hôtel de ville ⥋ Cannes — ¨Villa Font de Veyre                                                                                      |
| 7A    | Ouverture / Fermeture — / — | Longueur — | Durée 20 min | Nb. d’arrêts 14 | Matériel GX 127 | Jours de fonctionnement L, Ma, Me, J, V | Jour / Soir / Nuit / Fêtes O / N / N / N | Voy. / an — | Exploitant Régie Palm Transports |
| 7A    | Desserte : - Villes et lieux desservis : Cannes - Gares desservies : Aucune. | | | | | | | | |
| 7A    | Autre : - Arrêts non accessibles aux UFR : — - Amplitudes horaires : La ligne fonctionne du lundi au vendredi à raison de deux départs par jour et par sens, à 9 h 50 et 14 h vers Hôtel de ville et à 12 h 15 et 18 h 15 vers Villa Font de Veyre. - Date de dernière mise à jour : 30 octobre 2015. | | | | | | | | |
| 7A    | Dernière actualisation : — | | | | | | | | |
| 9     | Cannes — Gare SNCF ⥋ Vallauris — Fournas | Cannes — Gare SNCF ⥋ Vallauris — Fournas | Cannes — Gare SNCF ⥋ Vallauris — Fournas | Cannes — Gare SNCF ⥋ Vallauris — Fournas | Cannes — Gare SNCF ⥋ Vallauris — Fournas | Cannes — Gare SNCF ⥋ Vallauris — Fournas | Cannes — Gare SNCF ⥋ Vallauris — Fournas | Cannes — Gare SNCF ⥋ Vallauris — Fournas | Cannes — Gare SNCF ⥋ Vallauris — Fournas |
| 9     | Ouverture / Fermeture — / — | Longueur — | Durée 25 min | Nb. d’arrêts 19 | Matériel GX 137 | Jours de fonctionnement L, Ma, Me, J, V, S                                                                                                   | Jour / Soir / Nuit / Fêtes O / N / N / N | Voy. / an — | Exploitant Régie Palm Transports |
| 9     | Desserte : - Villes et lieux desservis : Cannes et Vallauris - Gares desservies : Gare de Cannes. | | | | | | | | |
| 9     | Autre : - Arrêts non accessibles aux UFR : — - Amplitudes horaires : La ligne fonctionne du lundi au samedi de 7 h 15 à 20 h 10 environ. - Date de dernière mise à jour : 8 octobre 2023. | | | | | | | | |
| 9     | Dernière actualisation : — | | | | | | | | |

### Lignes 10 à 19
| Ligne    | Caractéristiques | Caractéristiques | Caractéristiques | Caractéristiques | Caractéristiques | Caractéristiques | Caractéristiques | Caractéristiques | Caractéristiques |
| 10       | Cannes — Hôtel de ville ⥋ Le Cannet — Les Pins parasols | Cannes — Hôtel de ville ⥋ Le Cannet — Les Pins parasols                                                                      | Cannes — Hôtel de ville ⥋ Le Cannet — Les Pins parasols                                                                      | Cannes — Hôtel de ville ⥋ Le Cannet — Les Pins parasols                                                                      | Cannes — Hôtel de ville ⥋ Le Cannet — Les Pins parasols                                                                      | Cannes — Hôtel de ville ⥋ Le Cannet — Les Pins parasols                                                                      | Cannes — Hôtel de ville ⥋ Le Cannet — Les Pins parasols                                                                      | Cannes — Hôtel de ville ⥋ Le Cannet — Les Pins parasols                                                                      | Cannes — Hôtel de ville ⥋ Le Cannet — Les Pins parasols                                                                      |
| -------- | --- | --- | --- | --- | --- | --- | --- | --- | --- |
| 10       | Ouverture / Fermeture — / — | Longueur — | Durée 20 / 40 min | Nb. d’arrêts 28 (30) | Matériel GX 337 BHNS GX 337 Linium                                                                                           | Jours de fonctionnement L, Ma, Me, J, V, S, D                                                                                | Jour / Soir / Nuit / Fêtes O / O / N / O                                                                                     | Voy. / an — | Exploitant Régie Palm Transports                                                                                             |
| 10       | Desserte : - Villes et lieux desservis : Cannes et Le Cannet - Gares desservies : Aucune. | | | | | | | | |
| 10       | Autre : - Arrêts non accessibles aux UFR : — - Amplitudes horaires : La ligne fonctionne du lundi au samedi de 6 h 20 à 21 h 20 et les dimanches et fêtes de 7 h à 20 h 35 environ. - Particularités : - La ligne alterne à raison d'un bus sur 2 environ, la desserte de Mirandoles II et de La Palestre. Les dimanches et fêtes, la ligne dessert le Cimetière du Claus Sud à certains services. En soirée, la ligne est remplacée par la ligne Palm Night N10. - Date de dernière mise à jour : 8 octobre 2023. | | | | | | | | |
| 10       | Dernière actualisation : — | | | | | | | | |
| 11       | Cannes La Bocca — Gabians ⥋ Le Cannet — Penh Chaï | Cannes La Bocca — Gabians ⥋ Le Cannet — Penh Chaï                                                                            | Cannes La Bocca — Gabians ⥋ Le Cannet — Penh Chaï                                                                            | Cannes La Bocca — Gabians ⥋ Le Cannet — Penh Chaï                                                                            | Cannes La Bocca — Gabians ⥋ Le Cannet — Penh Chaï                                                                            | Cannes La Bocca — Gabians ⥋ Le Cannet — Penh Chaï                                                                            | Cannes La Bocca — Gabians ⥋ Le Cannet — Penh Chaï                                                                            | Cannes La Bocca — Gabians ⥋ Le Cannet — Penh Chaï                                                                            | Cannes La Bocca — Gabians ⥋ Le Cannet — Penh Chaï                                                                            |
| 11       | Ouverture / Fermeture — / — | Longueur — | Durée 46 min | Nb. d’arrêts 47 (48) | Matériel GX 327 | Jours de fonctionnement L, Ma, Me, J, V, S                                                                                   | Jour / Soir / Nuit / Fêtes O / N / N / N                                                                                     | Voy. / an — | Exploitant Régie Palm Transports                                                                                             |
| 11       | Desserte : - Villes et lieux desservis : Cannes et Le Cannet - Gares desservies : Aucune. | | | | | | | | |
| 11       | Autre : - Arrêts non accessibles aux UFR : — - Amplitudes horaires : La ligne fonctionne du lundi au vendredi de 6 h à 20 h 40 et le samedi de 7 h à 20 h 5 environ. - Date de dernière mise à jour : 8 octobre 2023. | | | | | | | | |
| 11       | Dernière actualisation : — | | | | | | | | |
| 11B      | Le Cannet — Mairie du Cannet ⥋ Cannes — Les Pins Parasols | Le Cannet — Mairie du Cannet ⥋ Cannes — Les Pins Parasols                                                                    | Le Cannet — Mairie du Cannet ⥋ Cannes — Les Pins Parasols                                                                    | Le Cannet — Mairie du Cannet ⥋ Cannes — Les Pins Parasols                                                                    | Le Cannet — Mairie du Cannet ⥋ Cannes — Les Pins Parasols                                                                    | Le Cannet — Mairie du Cannet ⥋ Cannes — Les Pins Parasols                                                                    | Le Cannet — Mairie du Cannet ⥋ Cannes — Les Pins Parasols                                                                    | Le Cannet — Mairie du Cannet ⥋ Cannes — Les Pins Parasols                                                                    | Le Cannet — Mairie du Cannet ⥋ Cannes — Les Pins Parasols                                                                    |
| 11B      | Ouverture / Fermeture — / — | Longueur — | Durée 38 min | Nb. d’arrêts 37 | Matériel GX 127 | Jours de fonctionnement L, Ma, Me, J, V                                                                                      | Jour / Soir / Nuit / Fêtes O / N / N / N                                                                                     | Voy. / an — | Exploitant Régie Palm Transports                                                                                             |
| 11B      | Desserte : - Villes et lieux desservis : Le Cannet et Cannes - Gares desservies : Aucune. | | | | | | | | |
| 11B      | Autre : - Arrêts non accessibles aux UFR : — - Amplitudes horaires : La ligne fonctionne du lundi au vendredi de 7 h à 17 h 50 environ. - Date de dernière mise à jour : 30 octobre 2015. | | | | | | | | |
| 11B      | Dernière actualisation : — | | | | | | | | |
| 12       | Cannes — Hôtel de ville ⥋ Le Cannet — Les Mirandoles II | Cannes — Hôtel de ville ⥋ Le Cannet — Les Mirandoles II                                                                      | Cannes — Hôtel de ville ⥋ Le Cannet — Les Mirandoles II                                                                      | Cannes — Hôtel de ville ⥋ Le Cannet — Les Mirandoles II                                                                      | Cannes — Hôtel de ville ⥋ Le Cannet — Les Mirandoles II                                                                      | Cannes — Hôtel de ville ⥋ Le Cannet — Les Mirandoles II                                                                      | Cannes — Hôtel de ville ⥋ Le Cannet — Les Mirandoles II                                                                      | Cannes — Hôtel de ville ⥋ Le Cannet — Les Mirandoles II                                                                      | Cannes — Hôtel de ville ⥋ Le Cannet — Les Mirandoles II                                                                      |
| 12       | Ouverture / Fermeture — / — | Longueur — | Durée 35 min | Nb. d’arrêts 42 | Matériel GX 327 | Jours de fonctionnement L, Ma, Me, J, V, S                                                                                   | Jour / Soir / Nuit / Fêtes O / N / N / N                                                                                     | Voy. / an — | Exploitant Régie Palm Transports                                                                                             |
| 12       | Desserte : - Villes et lieux desservis : Cannes et Le Cannet - Gares desservies : Gare de Cannes. | | | | | | | | |
| 12       | Autre : - Arrêts non accessibles aux UFR : — - Amplitudes horaires : La ligne fonctionne du lundi au samedi de 6 h 50 à 20 h 30 environ. - Date de dernière mise à jour : 8 octobre 2023. | | | | | | | | |
| 12       | Dernière actualisation : — | | | | | | | | |
| 13       | Le Cannet — Place Leclerc ⥋ Le Cannet — Les Collines (Centre Hélio-Marin L'après-midi) | Le Cannet — Place Leclerc ⥋ Le Cannet — Les Collines (Centre Hélio-Marin L'après-midi)                                       | Le Cannet — Place Leclerc ⥋ Le Cannet — Les Collines (Centre Hélio-Marin L'après-midi)                                       | Le Cannet — Place Leclerc ⥋ Le Cannet — Les Collines (Centre Hélio-Marin L'après-midi)                                       | Le Cannet — Place Leclerc ⥋ Le Cannet — Les Collines (Centre Hélio-Marin L'après-midi)                                       | Le Cannet — Place Leclerc ⥋ Le Cannet — Les Collines (Centre Hélio-Marin L'après-midi)                                       | Le Cannet — Place Leclerc ⥋ Le Cannet — Les Collines (Centre Hélio-Marin L'après-midi)                                       | Le Cannet — Place Leclerc ⥋ Le Cannet — Les Collines (Centre Hélio-Marin L'après-midi)                                       | Le Cannet — Place Leclerc ⥋ Le Cannet — Les Collines (Centre Hélio-Marin L'après-midi)                                       |
| 13       | Ouverture / Fermeture — / — | Longueur — | Durée 8 / 19 ( 22 / 10) min                                                                                                  | Nb. d’arrêts 23 (24) | Matériel Dietrich Vehicules City 23 Dietrich Vehicules City 21                                                               | Jours de fonctionnement L, Ma, Me, J, V                                                                                      | Jour / Soir / Nuit / Fêtes O / N / N / N                                                                                     | Voy. / an — | Exploitant Régie Palm Transports                                                                                             |
| 13       | Desserte : - Villes et lieux desservis : Le Cannet - Gares desservies : Aucune. | | | | | | | | |
| 13       | Autre : - Arrêts non accessibles aux UFR : — - Amplitudes horaires : La ligne fonctionne du lundi au vendredi de 7 h 10 à 19 h environ. - Particularités : La ligne est prolongée au centre Hélio-Marin l'après-midi. Les trajets allers et retours sont majoritairement dissociés. Une réservation est obligatoire la veille du départ avec la ligne 13. - Date de dernière mise à jour : 8 octobre 2023. | | | | | | | | |
| 13       | Dernière actualisation : — | | | | | | | | |
| 14       | Cannes — Gare SNCF Le Bosquet ⥋ Cannes — Gabians | Cannes — Gare SNCF Le Bosquet ⥋ Cannes — Gabians                                                                             | Cannes — Gare SNCF Le Bosquet ⥋ Cannes — Gabians                                                                             | Cannes — Gare SNCF Le Bosquet ⥋ Cannes — Gabians                                                                             | Cannes — Gare SNCF Le Bosquet ⥋ Cannes — Gabians                                                                             | Cannes — Gare SNCF Le Bosquet ⥋ Cannes — Gabians                                                                             | Cannes — Gare SNCF Le Bosquet ⥋ Cannes — Gabians                                                                             | Cannes — Gare SNCF Le Bosquet ⥋ Cannes — Gabians                                                                             | Cannes — Gare SNCF Le Bosquet ⥋ Cannes — Gabians                                                                             |
| 14       | Ouverture / Fermeture — / — | Longueur — | Durée 11 min | Nb. d’arrêts 13 | Matériel GX 127 | Jours de fonctionnement L, Ma, Me, J, V                                                                                      | Jour / Soir / Nuit / Fêtes O / N / N / N                                                                                     | Voy. / an — | Exploitant Régie Palm Transports                                                                                             |
| 14       | Desserte : - Villes et lieux desservis : Cannes - Gares desservies : Gare du Bosquet et Gare de Cannes-La-Bocca. | | | | | | | | |
| 14       | Autre : - Arrêts non accessibles aux UFR : — - Amplitudes horaires : La ligne fonctionne du lundi au vendredi de 7 h 20 à 19 h 10 environ. - Date de dernière mise à jour : 8 octobre 2023. | | | | | | | | |
| 14       | Dernière actualisation : — | | | | | | | | |
| 17       | Cannes — CHU de Cannes ⥋ Mandelieu-la-Napoule — GR de Mandelieu | Cannes — CHU de Cannes ⥋ Mandelieu-la-Napoule — GR de Mandelieu                                                              | Cannes — CHU de Cannes ⥋ Mandelieu-la-Napoule — GR de Mandelieu                                                              | Cannes — CHU de Cannes ⥋ Mandelieu-la-Napoule — GR de Mandelieu                                                              | Cannes — CHU de Cannes ⥋ Mandelieu-la-Napoule — GR de Mandelieu                                                              | Cannes — CHU de Cannes ⥋ Mandelieu-la-Napoule — GR de Mandelieu                                                              | Cannes — CHU de Cannes ⥋ Mandelieu-la-Napoule — GR de Mandelieu                                                              | Cannes — CHU de Cannes ⥋ Mandelieu-la-Napoule — GR de Mandelieu                                                              | Cannes — CHU de Cannes ⥋ Mandelieu-la-Napoule — GR de Mandelieu                                                              |
| 17       | Ouverture / Fermeture — / — | Longueur — | Durée 45 min | Nb. d’arrêts 50 | Matériel Heuliez GX 327 | Jours de fonctionnement L, Ma, Me, J, V, S                                                                                   | Jour / Soir / Nuit / Fêtes O / N / N / N                                                                                     | Voy. / an — | Exploitant Régie Palm Transports                                                                                             |
| 17       | Desserte : - Villes et lieux desservis : Cannes, Le Cannet et Mandelieu-la-Napoule - Gares desservies : Gare de Ranguin. | | | | | | | | |
| 17       | Autre : - Arrêts non accessibles aux UFR : — - Amplitudes horaires : La ligne fonctionne du lundi au vendredi de 5 h 20 à 19 h 55 et le samedi à partir de 7 h 10 environ. - Date de dernière mise à jour : 8 octobre 2023. | | | | | | | | |
| 17       | Dernière actualisation : — | | | | | | | | |
| 18       | Mandelieu-la-Napoule — GR de Mandelieu ⥋ La Roquette-sur-Siagne - Hameau de Saint-Jean | Mandelieu-la-Napoule — GR de Mandelieu ⥋ La Roquette-sur-Siagne - Hameau de Saint-Jean                                       | Mandelieu-la-Napoule — GR de Mandelieu ⥋ La Roquette-sur-Siagne - Hameau de Saint-Jean                                       | Mandelieu-la-Napoule — GR de Mandelieu ⥋ La Roquette-sur-Siagne - Hameau de Saint-Jean                                       | Mandelieu-la-Napoule — GR de Mandelieu ⥋ La Roquette-sur-Siagne - Hameau de Saint-Jean                                       | Mandelieu-la-Napoule — GR de Mandelieu ⥋ La Roquette-sur-Siagne - Hameau de Saint-Jean                                       | Mandelieu-la-Napoule — GR de Mandelieu ⥋ La Roquette-sur-Siagne - Hameau de Saint-Jean                                       | Mandelieu-la-Napoule — GR de Mandelieu ⥋ La Roquette-sur-Siagne - Hameau de Saint-Jean                                       | Mandelieu-la-Napoule — GR de Mandelieu ⥋ La Roquette-sur-Siagne - Hameau de Saint-Jean                                       |
| 18       | Ouverture / Fermeture — / — | Longueur — | Durée 25 min | Nb. d’arrêts 22 | Matériel — | Jours de fonctionnement L, Ma, Me, J, V, S                                                                                   | Jour / Soir / Nuit / Fêtes O / N / N / N                                                                                     | Voy. / an — | Exploitant Régie Palm Transports                                                                                             |
| 18       | Desserte : - Villes et lieux desservis : Mandelieu-la-Napoule, Pégomas et La Roquette-sur-Siagne | | | | | | | | |
| 18       | Autre : - Arrêts non accessibles aux UFR : — - Amplitudes horaires : La ligne fonctionne du lundi au samedi de 7 h 0 à 20 h 10 environ. - Particularités : - Le 1er septembre 2022, la ligne appartenant au réseau de bus de Grasse sera transféré au réseau cannois. - Date de dernière mise à jour : 26 août 2022. | | | | | | | | |
| 18       | Dernière actualisation : — | | | | | | | | |
| 19 (620) | Mandelieu-la-Napoule — GR de Mandelieu ⥋ Théoule-sur-Mer — Mairie (Saint-Raphaël – Le Trayas Notre-Dame à certains services) | Mandelieu-la-Napoule — GR de Mandelieu ⥋ Théoule-sur-Mer — Mairie (Saint-Raphaël – Le Trayas Notre-Dame à certains services) | Mandelieu-la-Napoule — GR de Mandelieu ⥋ Théoule-sur-Mer — Mairie (Saint-Raphaël – Le Trayas Notre-Dame à certains services) | Mandelieu-la-Napoule — GR de Mandelieu ⥋ Théoule-sur-Mer — Mairie (Saint-Raphaël – Le Trayas Notre-Dame à certains services) | Mandelieu-la-Napoule — GR de Mandelieu ⥋ Théoule-sur-Mer — Mairie (Saint-Raphaël – Le Trayas Notre-Dame à certains services) | Mandelieu-la-Napoule — GR de Mandelieu ⥋ Théoule-sur-Mer — Mairie (Saint-Raphaël – Le Trayas Notre-Dame à certains services) | Mandelieu-la-Napoule — GR de Mandelieu ⥋ Théoule-sur-Mer — Mairie (Saint-Raphaël – Le Trayas Notre-Dame à certains services) | Mandelieu-la-Napoule — GR de Mandelieu ⥋ Théoule-sur-Mer — Mairie (Saint-Raphaël – Le Trayas Notre-Dame à certains services) | Mandelieu-la-Napoule — GR de Mandelieu ⥋ Théoule-sur-Mer — Mairie (Saint-Raphaël – Le Trayas Notre-Dame à certains services) |
| 19 (620) | Ouverture / Fermeture 1er janvier 2014 / — | Longueur — | Durée 25 (40) min | Nb. d’arrêts 24 (35) | Matériel GX 127 | Jours de fonctionnement L, Ma, Me, J, V, S                                                                                   | Jour / Soir / Nuit / Fêtes O / N / N / N                                                                                     | Voy. / an — | Exploitant Régie Palm Transports (anciennement Transdev CFTI)                                                                |
| 19 (620) | Desserte : - Villes et lieux desservis : Mandelieu-la-Napoule et Théoule-sur-Mer - Gares desservies : Gare de Théoule-sur-Mer. | | | | | | | | |
| 19 (620) | Autre : - Arrêts non accessibles aux UFR : — - Amplitudes horaires : La ligne fonctionne du lundi au samedi de 7 h 20 à 19 h 15 environ. - Particularités : - La ligne a conservé sa numérotation départementale. À certains services elle est prolongée jusqu'au Trayas. Du lundi au vendredi en période scolaire, la ligne est déviée pour desservir le collège Albert Camus. - En 2022, lors de la perte de toutes les lignes de Transdev CFTI, Palm Bus a récupéré l'exploitation de la ligne 620. - Lors de la renumérotation des Lignes ZOU06, la ligne 200 est devenue la ligne 620, et donc, afin d'éviter les confusions, la régie Palm Bus a décidé de renuméroter la ligne 620 en 19. En revanche, la ligne a conservé son itinéraire. - Bien qu'à certains passages, la ligne soit prolongée jusqu'au Trayas, les écrans SIV présents sur cette ligne (en plus de la ligne 22) indiquent clairement que cette ligne fait une liaison Cannes – Saint-Raphaël en longeant les plages méditerranéennes car le Trayas étant un quartier de la commune varoise. On peut donc supposer que la ligne 19 est une ligne interdépartementale bien que la régie nie que la ligne 19 dessert en partie Saint-Raphaël. - Date de dernière mise à jour : 8 octobre 2023. | | | | | | | | |
| 19 (620) | Dernière actualisation : — | | | | | | | | |

### Lignes 20 à 39
| Ligne | Caractéristiques | Caractéristiques                                                                                       | Caractéristiques                                                                                       | Caractéristiques                                                                                       | Caractéristiques                                                                                       | Caractéristiques                                                                                       | Caractéristiques                                                                                       | Caractéristiques                                                                                       | Caractéristiques                                                                                       |
| 21    | (Circulaire) Cannes — Gare SNCF ⥋ via Notre-dame des Pins | (Circulaire) Cannes — Gare SNCF ⥋ via Notre-dame des Pins                                              | (Circulaire) Cannes — Gare SNCF ⥋ via Notre-dame des Pins                                              | (Circulaire) Cannes — Gare SNCF ⥋ via Notre-dame des Pins                                              | (Circulaire) Cannes — Gare SNCF ⥋ via Notre-dame des Pins                                              | (Circulaire) Cannes — Gare SNCF ⥋ via Notre-dame des Pins                                              | (Circulaire) Cannes — Gare SNCF ⥋ via Notre-dame des Pins                                              | (Circulaire) Cannes — Gare SNCF ⥋ via Notre-dame des Pins                                              | (Circulaire) Cannes — Gare SNCF ⥋ via Notre-dame des Pins                                              |
| ----- | --- | --- | --- | --- | --- | --- | --- | --- | --- |
| 21    | Ouverture / Fermeture — / — | Longueur —                                                                                             | Durée 29 min                                                                                           | Nb. d’arrêts 21                                                                                        | Matériel GX 127 GX 137                                                                                 | Jours de fonctionnement L, Ma, Me, J, V, S                                                             | Jour / Soir / Nuit / Fêtes O / N / N / O                                                               | Voy. / an —                                                                                            | Exploitant Régie Palm Transports                                                                       |
| 21    | Desserte : - Villes et lieux desservis : Cannes - Gares desservies : Gare de Cannes | | | | | | | | |
| 21    | Autre : - Arrêts non accessibles aux UFR : — - Amplitudes horaires : La ligne fonctionne du lundi au samedi de 6 h 50 à 20 h 20 environ. - Particularités : La ligne fonctionne avec une boucle en sens anti-horaire uniquement. En soirée, la ligne est remplacée par la ligne Palm Night N21. - Date de dernière mise à jour : 8 octobre 2023. | | | | | | | | |
| 21    | Dernière actualisation : — | | | | | | | | |
| 22    | Cannes — Gare SNCF ⥋ Saint-Raphaël — Le Trayas Notre-Dame (Théoule-sur-Mer — Mairie en heures creuses) | Cannes — Gare SNCF ⥋ Saint-Raphaël — Le Trayas Notre-Dame (Théoule-sur-Mer — Mairie en heures creuses) | Cannes — Gare SNCF ⥋ Saint-Raphaël — Le Trayas Notre-Dame (Théoule-sur-Mer — Mairie en heures creuses) | Cannes — Gare SNCF ⥋ Saint-Raphaël — Le Trayas Notre-Dame (Théoule-sur-Mer — Mairie en heures creuses) | Cannes — Gare SNCF ⥋ Saint-Raphaël — Le Trayas Notre-Dame (Théoule-sur-Mer — Mairie en heures creuses) | Cannes — Gare SNCF ⥋ Saint-Raphaël — Le Trayas Notre-Dame (Théoule-sur-Mer — Mairie en heures creuses) | Cannes — Gare SNCF ⥋ Saint-Raphaël — Le Trayas Notre-Dame (Théoule-sur-Mer — Mairie en heures creuses) | Cannes — Gare SNCF ⥋ Saint-Raphaël — Le Trayas Notre-Dame (Théoule-sur-Mer — Mairie en heures creuses) | Cannes — Gare SNCF ⥋ Saint-Raphaël — Le Trayas Notre-Dame (Théoule-sur-Mer — Mairie en heures creuses) |
| 22    | Ouverture / Fermeture 1er janvier 2014 / — | Longueur —                                                                                             | Durée 55 (40) min                                                                                      | Nb. d’arrêts 43 (30)                                                                                   | Matériel GX 127 Heuliez GX 137                                                                         | Jours de fonctionnement L, Ma, Me, J, V, S                                                             | Jour / Soir / Nuit / Fêtes O / N / N / O                                                               | Voy. / an —                                                                                            | Exploitant Régie Palm Transports                                                                       |
| 22    | Desserte : - Villes et lieux desservis : Cannes, Mandelieu-la-Napoule, Théoule-sur-Mer et Saint-Raphaël (Le Trayas) - Gares desservies : Gare de Cannes-La-Bocca et Gare de Théoule-sur-Mer. | | | | | | | | |
| 22    | Autre : - Arrêts non accessibles aux UFR : — - Amplitudes horaires : La ligne fonctionne du lundi au samedi de 6 h 55 à 19 h 55 environ. - Particularités : - En heures creuses, la plupart des services ne fonctionnent qu'entre Cannes et la mairie de Théoule. - Bien qu'à certains passages, la ligne soit prolongée jusqu'au Trayas, les écrans SIV présents sur cette ligne (en plus de la ligne 19) indiquent clairement que cette ligne fait une liaison Cannes – Saint-Raphaël en longeant les plages méditerranéennes car le Trayas étant un quartier de la commune varoise. On peut donc supposer que la ligne 22 est une ligne interdépartementale bien que la régie Palm Bus nie que la ligne 22 dessert en partie Saint-Raphaël. De plus, les autobus ne peuvent pas s'arrêter au terminus est car l'arrêt est inexistant, la route est jugée trop dangereuse pour permettre la descente des passagers. La ligne est donc prolongée au Trayas. Ainsi, la route départementale a été aménagée pour permettre aux deux lignes de faire demi-tour en toute sécurité, sans risquer d'interrompre la circulation. La ligne repart ensuite à la gare de Cannes tout en desservant Le Trayas-Notre-Dame, situé à Théoule-sur-Mer. - Une liaison avec la gare de Saint-Raphaël-Valescure est disponible avec les lignes 8 et 21 du réseau varois, Esterel Côte d'Azur LeBus. - Date de dernière mise à jour : 8 octobre 2023. | | | | | | | | |
| 22    | Dernière actualisation : — | | | | | | | | |
| 23    | Mandelieu-la-Napoule — La Canardière ⥋ Mandelieu-la-Napoule — Collège les Mimosas | Mandelieu-la-Napoule — La Canardière ⥋ Mandelieu-la-Napoule — Collège les Mimosas                      | Mandelieu-la-Napoule — La Canardière ⥋ Mandelieu-la-Napoule — Collège les Mimosas                      | Mandelieu-la-Napoule — La Canardière ⥋ Mandelieu-la-Napoule — Collège les Mimosas                      | Mandelieu-la-Napoule — La Canardière ⥋ Mandelieu-la-Napoule — Collège les Mimosas                      | Mandelieu-la-Napoule — La Canardière ⥋ Mandelieu-la-Napoule — Collège les Mimosas                      | Mandelieu-la-Napoule — La Canardière ⥋ Mandelieu-la-Napoule — Collège les Mimosas                      | Mandelieu-la-Napoule — La Canardière ⥋ Mandelieu-la-Napoule — Collège les Mimosas                      | Mandelieu-la-Napoule — La Canardière ⥋ Mandelieu-la-Napoule — Collège les Mimosas                      |
| 23    | Ouverture / Fermeture 29 août 2016 / — | Longueur —                                                                                             | Durée 35 min                                                                                           | Nb. d’arrêts 39                                                                                        | Matériel GX 137                                                                                        | Jours de fonctionnement L, Ma, Me, J, V, S                                                             | Jour / Soir / Nuit / Fêtes O / N / N / N                                                               | Voy. / an —                                                                                            | Exploitant Régie Palm Transports                                                                       |
| 23    | Desserte : - Villes et lieux desservis : Mandelieu-la-Napoule - Gares desservies : Gare de Mandelieu-La-Napoule. | | | | | | | | |
| 23    | Autre : - Arrêts non accessibles aux UFR : — - Amplitudes horaires : La ligne fonctionne du lundi au samedi de 6 h 35 à 20 h 5 environ. - Particularités : - Créée le 29 août 2016, elle remplace les anciennes lignes 15 et 16. - Date de dernière mise à jour : 12 octobre 2016. | | | | | | | | |
| 23    | Dernière actualisation : — | | | | | | | | |
| 24    | Le Cannet — Place Leclerc ⥋ Mougins — Place des Acades | Le Cannet — Place Leclerc ⥋ Mougins — Place des Acades                                                 | Le Cannet — Place Leclerc ⥋ Mougins — Place des Acades                                                 | Le Cannet — Place Leclerc ⥋ Mougins — Place des Acades                                                 | Le Cannet — Place Leclerc ⥋ Mougins — Place des Acades                                                 | Le Cannet — Place Leclerc ⥋ Mougins — Place des Acades                                                 | Le Cannet — Place Leclerc ⥋ Mougins — Place des Acades                                                 | Le Cannet — Place Leclerc ⥋ Mougins — Place des Acades                                                 | Le Cannet — Place Leclerc ⥋ Mougins — Place des Acades                                                 |
| 24    | Ouverture / Fermeture 1er janvier 2014 / — | Longueur —                                                                                             | Durée 35 min                                                                                           | Nb. d’arrêts 37                                                                                        | Matériel City 21                                                                                       | Jours de fonctionnement L, Ma, Me, J, V, S                                                             | Jour / Soir / Nuit / Fêtes O / N / N / N                                                               | Voy. / an —                                                                                            | Exploitant Régie Palm Transports                                                                       |
| 24    | Desserte : - Villes et lieux desservis : Le Cannet et Mougins - Gares desservies : Aucune. | | | | | | | | |
| 24    | Autre : - Arrêts non accessibles aux UFR : — - Amplitudes horaires : La ligne fonctionne du lundi au samedi de 7 h à 20 h 15 environ. - Particularités : Un départ supplémentaire est ajouté le mercredi en période scolaire à midi de Place Leclerc vers Place des Arcades et assuré en véhicule léger. - Date de dernière mise à jour : 8 octobre 2023. | | | | | | | | |
| 24    | Dernière actualisation : — | | | | | | | | |
| 26    | Mougins — Parc d'Activités de St-Martin ⥋ Cannes — Ranguin | Mougins — Parc d'Activités de St-Martin ⥋ Cannes — Ranguin                                             | Mougins — Parc d'Activités de St-Martin ⥋ Cannes — Ranguin                                             | Mougins — Parc d'Activités de St-Martin ⥋ Cannes — Ranguin                                             | Mougins — Parc d'Activités de St-Martin ⥋ Cannes — Ranguin                                             | Mougins — Parc d'Activités de St-Martin ⥋ Cannes — Ranguin                                             | Mougins — Parc d'Activités de St-Martin ⥋ Cannes — Ranguin                                             | Mougins — Parc d'Activités de St-Martin ⥋ Cannes — Ranguin                                             | Mougins — Parc d'Activités de St-Martin ⥋ Cannes — Ranguin                                             |
| 26    | Ouverture / Fermeture 4 septembre 2023 / — | Longueur —                                                                                             | Durée 30 min                                                                                           | Nb. d’arrêts 34                                                                                        | Matériel —                                                                                             | Jours de fonctionnement L, Ma, Me, J, V, S                                                             | Jour / Soir / Nuit / Fêtes O / N / N / N                                                               | Voy. / an —                                                                                            | Exploitant Régie Palm Transports                                                                       |
| 26    | Desserte : - Villes et lieux desservis : Cannes et Mougins. - Gares desservies : Gare de Ranguin | | | | | | | | |
| 26    | Autre : - Arrêts non accessibles aux UFR : — - Amplitudes horaires : La ligne fonctionne du lundi au samedi de 6 h 45 et 20 h 0 environ. - Date de dernière mise à jour : 27 août 2023. | | | | | | | | |
| 26    | Dernière actualisation : — | | | | | | | | |
| 28    | Mougins — Tournamy ⥋ Mougins — Mairie Annexe de l'Aubarède | Mougins — Tournamy ⥋ Mougins — Mairie Annexe de l'Aubarède                                             | Mougins — Tournamy ⥋ Mougins — Mairie Annexe de l'Aubarède                                             | Mougins — Tournamy ⥋ Mougins — Mairie Annexe de l'Aubarède                                             | Mougins — Tournamy ⥋ Mougins — Mairie Annexe de l'Aubarède                                             | Mougins — Tournamy ⥋ Mougins — Mairie Annexe de l'Aubarède                                             | Mougins — Tournamy ⥋ Mougins — Mairie Annexe de l'Aubarède                                             | Mougins — Tournamy ⥋ Mougins — Mairie Annexe de l'Aubarède                                             | Mougins — Tournamy ⥋ Mougins — Mairie Annexe de l'Aubarède                                             |
| 28    | Ouverture / Fermeture — / 4 septembre 2023 | Longueur —                                                                                             | Durée ~ 40 min                                                                                         | Nb. d’arrêts 33                                                                                        | Matériel City 29                                                                                       | Jours de fonctionnement L, Ma, Me, J, V, S                                                             | Jour / Soir / Nuit / Fêtes O / N / N / N                                                               | Voy. / an —                                                                                            | Exploitant Régie Palm Transports                                                                       |
| 28    | Desserte : - Villes et lieux desservis : Mougins - Gares desservies : Aucune | | | | | | | | |
| 28    | Autre : - Arrêts non accessibles aux UFR : — - Amplitudes horaires : La ligne fonctionne du lundi au samedi de 7 h à 20 h 15 environ. - Date de dernière mise à jour : 8 octobre 2023. | | | | | | | | |
| 28    | Dernière actualisation : — | | | | | | | | |
| 29    | Mougins – Tournamy ⥋ Valbonne/Sophia Antipolis — Gare routière de Sophia-Antipolis | Mougins – Tournamy ⥋ Valbonne/Sophia Antipolis — Gare routière de Sophia-Antipolis                     | Mougins – Tournamy ⥋ Valbonne/Sophia Antipolis — Gare routière de Sophia-Antipolis                     | Mougins – Tournamy ⥋ Valbonne/Sophia Antipolis — Gare routière de Sophia-Antipolis                     | Mougins – Tournamy ⥋ Valbonne/Sophia Antipolis — Gare routière de Sophia-Antipolis                     | Mougins – Tournamy ⥋ Valbonne/Sophia Antipolis — Gare routière de Sophia-Antipolis                     | Mougins – Tournamy ⥋ Valbonne/Sophia Antipolis — Gare routière de Sophia-Antipolis                     | Mougins – Tournamy ⥋ Valbonne/Sophia Antipolis — Gare routière de Sophia-Antipolis                     | Mougins – Tournamy ⥋ Valbonne/Sophia Antipolis — Gare routière de Sophia-Antipolis                     |
| 29    | Ouverture / Fermeture 4 septembre 2023 / — | Longueur —                                                                                             | Durée ~ 30 min                                                                                         | Nb. d’arrêts 11                                                                                        | Matériel GX 137L Elec                                                                                  | Jours de fonctionnement L, Ma, Me, J, V, S                                                             | Jour / Soir / Nuit / Fêtes O / N / N / N                                                               | Voy. / an —                                                                                            | Exploitant Régie Palm Transports                                                                       |
| 29    | Desserte : - Villes et lieux desservis : Mougins et Valbonne - Gares desservies : Aucune. | | | | | | | | |
| 29    | Autre : - Arrêts non accessibles aux UFR : — - Amplitudes horaires : La ligne fonctionne du lundi au samedi de 6 h 45 à 19 h 40. - Particularités : La ligne remplace l'ancienne ligne 27. La ligne dessert des arrêts sur la commune de Valbonne. - Date de dernière mise à jour : 27 août 2023. | | | | | | | | |
| 29    | Dernière actualisation : — | | | | | | | | |
| 35    | Cannes — Gare SNCF ⥋ Cannes — Ranguin | Cannes — Gare SNCF ⥋ Cannes — Ranguin                                                                  | Cannes — Gare SNCF ⥋ Cannes — Ranguin                                                                  | Cannes — Gare SNCF ⥋ Cannes — Ranguin                                                                  | Cannes — Gare SNCF ⥋ Cannes — Ranguin                                                                  | Cannes — Gare SNCF ⥋ Cannes — Ranguin                                                                  | Cannes — Gare SNCF ⥋ Cannes — Ranguin                                                                  | Cannes — Gare SNCF ⥋ Cannes — Ranguin                                                                  | Cannes — Gare SNCF ⥋ Cannes — Ranguin                                                                  |
| 35    | Ouverture / Fermeture — / — | Longueur —                                                                                             | Durée 35 min                                                                                           | Nb. d’arrêts 34                                                                                        | Matériel GX 327                                                                                        | Jours de fonctionnement L, Ma, Me, J, V, S                                                             | Jour / Soir / Nuit / Fêtes O / N / N / N                                                               | Voy. / an —                                                                                            | Exploitant Régie Palm Transports                                                                       |
| 35    | Desserte : - Villes et lieux desservis : Cannes - Gares desservies : Gare de Cannes et Gare de Ranguin. | | | | | | | | |
| 35    | Autre : - Arrêts non accessibles aux UFR : — - Amplitudes horaires : La ligne fonctionne du lundi au vendredi de 6 h 25 à 20 h 5 et le samedi à partir de 7 h 10 environ. - Particularités : - Date de dernière mise à jour : 30 octobre 2015. | | | | | | | | |
| 35    | Dernière actualisation : — | | | | | | | | |

### Navettes et lignes spécifiques
| Ligne | Caractéristiques | Caractéristiques                            | Caractéristiques                            | Caractéristiques                            | Caractéristiques                            | Caractéristiques                              | Caractéristiques                            | Caractéristiques                            | Caractéristiques                                |
| 8     | Palm Imperial | Palm Imperial                               | Palm Imperial                               | Palm Imperial                               | Palm Imperial                               | Palm Imperial                                 | Palm Imperial                               | Palm Imperial                               | Palm Imperial                                   |
| 8     | Cannes — Quai Laubeuf ⥋ Cannes — Palm Beach | Cannes — Quai Laubeuf ⥋ Cannes — Palm Beach | Cannes — Quai Laubeuf ⥋ Cannes — Palm Beach | Cannes — Quai Laubeuf ⥋ Cannes — Palm Beach | Cannes — Quai Laubeuf ⥋ Cannes — Palm Beach | Cannes — Quai Laubeuf ⥋ Cannes — Palm Beach   | Cannes — Quai Laubeuf ⥋ Cannes — Palm Beach | Cannes — Quai Laubeuf ⥋ Cannes — Palm Beach | Cannes — Quai Laubeuf ⥋ Cannes — Palm Beach     |
| ----- | --- | ------------------------------------------- | ------------------------------------------- | ------------------------------------------- | ------------------------------------------- | --------------------------------------------- | ------------------------------------------- | ------------------------------------------- | ----------------------------------------------- |
| 8     | Ouverture / Fermeture 1er janvier 2013 / — | Longueur —                                  | Durée 15 min                                | Nb. d’arrêts 27                             | Matériel Undi (modèle inconnu)              | Jours de fonctionnement L, Ma, Me, J, V, S, D | Jour / Soir / Nuit / Fêtes O / N / N / O    | Voy. / an —                                 | Exploitant Régie Palm Transports                |
| 8     | Desserte : - Villes et lieux desservis : Cannes (Quai Laubeuf, Gare Maritime, Gray d'Albion, Palais Croisette, Miramar, Port, Canto, Le Marly, Palm Beach) - Gares desservies : Aucune |                                             |                                             |                                             |                                             |                                               |                                             |                                             |                                                 |
| 8     | Autre : - Arrêts non accessibles aux UFR : — - Amplitudes horaires : La ligne fonctionne tous les jours de 6 h 25 à 20 h 45 environ. - Particularités : La ligne suit la Croisette dans son intégralité. - Date de dernière mise à jour : 13 mai 2018. |                                             |                                             |                                             |                                             |                                               |                                             |                                             |                                                 |
| 8     | Dernière actualisation : — |                                             |                                             |                                             |                                             |                                               |                                             |                                             |                                                 |
| CP    | City Palm | City Palm                                   | City Palm                                   | City Palm                                   | City Palm                                   | City Palm                                     | City Palm                                   | City Palm                                   | City Palm                                       |
| CP    | (Circulaire) Cannes — Gare SNCF ⥋ via le centre-ville de Cannes et La Croisette |                                             |                                             |                                             |                                             |                                               |                                             |                                             |                                                 |
| CP    | Ouverture / Fermeture 1er janvier 2013 / — | Longueur —                                  | Durée —                                     | Nb. d’arrêts à la demande                   | Matériel BlueBus 6                          | Jours de fonctionnement L, Ma, Me, J, V, S    | Jour / Soir / Nuit / Fêtes O / N / N / N    | Voy. / an —                                 | Exploitant Régie Palm Transports                |
| CP    | Desserte : - Villes et lieux desservis : Centre-ville de Cannes (Gare SNCF, Rue Félix Faure, Hôtel de Ville, Place Cornut-Gentile, Promenade de la Pantiero, Palais des festivals et des congrès, Boulevard de la Croisette, Rue Latour Maubourg, Pont des Gabres, Rue d'Antibes, Gare SNCF) - Gares desservies : Gare de Cannes |                                             |                                             |                                             |                                             |                                               |                                             |                                             |                                                 |
| CP    | Autre : - Arrêts non accessibles aux UFR : Aucun arrêt fixe. - Amplitudes horaires : La ligne fonctionne du lundi au samedi de 9 h à 19 h 15 environ. - Particularités : La ligne fonctionne en sens anti-horaire uniquement, avec des arrêts sur demande uniquement, le long de son tracé matérialisé par une ligne bleue. La ligne est gratuite pour les abonnés et est accessible pour les autres par un ticket spécial au tarif de 0,60 €. - Date de dernière mise à jour : 13 mai 2018. |                                             |                                             |                                             |                                             |                                               |                                             |                                             |                                                 |
| CP    | Dernière actualisation : — |                                             |                                             |                                             |                                             |                                               |                                             |                                             |                                                 |
| PM    | Navette Presqu'île-Montfleury | Navette Presqu'île-Montfleury               | Navette Presqu'île-Montfleury               | Navette Presqu'île-Montfleury               | Navette Presqu'île-Montfleury               | Navette Presqu'île-Montfleury                 | Navette Presqu'île-Montfleury               | Navette Presqu'île-Montfleury               | Navette Presqu'île-Montfleury                   |
| PM    | (Circulaire) Cannes — Pont des Gabres ⥋ via Port du Moure Rouge et Parc Montfleury |                                             |                                             |                                             |                                             |                                               |                                             |                                             |                                                 |
| PM    | Ouverture / Fermeture 17 novembre 2009 / — | Longueur —                                  | Durée 29 min                                | Nb. d’arrêts 26                             | Matériel City 21, GX 137                    | Jours de fonctionnement L, Ma, Me, J, V, S    | Jour / Soir / Nuit / Fêtes O / N / N / N    | Voy. / an —                                 | Exploitant Régie Palm Transports, SUMA Palm Bus |
| PM    | Desserte : - Villes et lieux desservis : Cannes - Gares desservies : Aucune. |                                             |                                             |                                             |                                             |                                               |                                             |                                             |                                                 |
| PM    | Autre : - Arrêts non accessibles aux UFR : — - Amplitudes horaires : La ligne fonctionne du lundi au samedi de 9 h 10 à 19 h 50 environ. - Particularités : La ligne fonctionne en sens anti-horaire uniquement. - Date de dernière mise à jour : 13 mai 2018. |                                             |                                             |                                             |                                             |                                               |                                             |                                             |                                                 |
| PM    | Dernière actualisation : — |                                             |                                             |                                             |                                             |                                               |                                             |                                             |                                                 |
| PS    | Palm'Sophia | Palm'Sophia                                 | Palm'Sophia                                 | Palm'Sophia                                 | Palm'Sophia                                 | Palm'Sophia                                   | Palm'Sophia                                 | Palm'Sophia                                 | Palm'Sophia                                     |
| PS    | Mougins — Le Haut ⥋ Biot/Sophia Antipolis — Collège Eganaude |                                             |                                             |                                             |                                             |                                               |                                             |                                             |                                                 |
| PS    | Ouverture / Fermeture 1er janvier 2015 / — | Longueur —                                  | Durée 35 min                                | Nb. d’arrêts 15                             | Matériel —                                  | Jours de fonctionnement L, Ma, Me, J, V       | Jour / Soir / Nuit / Fêtes O / N / N / N    | Voy. / an —                                 | Exploitant Régie Palm Transports                |
| PS    | Desserte : - Villes et lieux desservis : Mougins, Valbonne et Biot - Gares desservies : Aucune. |                                             |                                             |                                             |                                             |                                               |                                             |                                             |                                                 |
| PS    | Autre : - Arrêts non accessibles aux UFR : — - Amplitudes horaires : La ligne fonctionne du lundi au vendredi en période scolaire de 7 h 10 à 18 h 50 environ. - Particularités : Du lundi au vendredi durant les vacances scolaires et le samedi toute la journée, la ligne à la demande 201 assure la desserte. La ligne dessert des arrêts sur les communes de Valbonne et Biot. - Date de dernière mise à jour : 13 mai 2018.                                                            |                                             |                                             |                                             |                                             |                                               |                                             |                                             |                                                 |
| PS    | Dernière actualisation : — |                                             |                                             |                                             |                                             |                                               |                                             |                                             |                                                 |

### Palm à la demande

#### Mandelieu
Ces lignes sur réservation téléphonique fonctionnent sur le principe d'une desserte zonale permettant de desservir le collinaire de la commune avec prise en charge au domicile du voyageur.
Cette desserte zonale est régie selon trois principes :
- Le domicile du voyageur est situé sur une voirie desservie par le service ;
- Aucun arrêt d'une ligne régulière ne soit se trouver à proximité immédiate ;
- L'accès pour le véhicule doit être possible et doit lui permette de faire demi-tour. Si ce n'est pas possible, des points de rendez-vous sont mis en place.

| Ligne | Caractéristiques | Caractéristiques                                                      | Caractéristiques                                                      | Caractéristiques                                                      | Caractéristiques                                                      | Caractéristiques                                                      | Caractéristiques                                                      | Caractéristiques                                                      | Caractéristiques                                                      |
| PAD   | Palm à la Demande — Capitou | Palm à la Demande — Capitou                                           | Palm à la Demande — Capitou                                           | Palm à la Demande — Capitou                                           | Palm à la Demande — Capitou                                           | Palm à la Demande — Capitou                                           | Palm à la Demande — Capitou                                           | Palm à la Demande — Capitou                                           | Palm à la Demande — Capitou                                           |
| PAD   | Mandelieu-la-Napoule — Gare Routière ⥋ Desserte de la zone de Capitou | Mandelieu-la-Napoule — Gare Routière ⥋ Desserte de la zone de Capitou | Mandelieu-la-Napoule — Gare Routière ⥋ Desserte de la zone de Capitou | Mandelieu-la-Napoule — Gare Routière ⥋ Desserte de la zone de Capitou | Mandelieu-la-Napoule — Gare Routière ⥋ Desserte de la zone de Capitou | Mandelieu-la-Napoule — Gare Routière ⥋ Desserte de la zone de Capitou | Mandelieu-la-Napoule — Gare Routière ⥋ Desserte de la zone de Capitou | Mandelieu-la-Napoule — Gare Routière ⥋ Desserte de la zone de Capitou | Mandelieu-la-Napoule — Gare Routière ⥋ Desserte de la zone de Capitou |
| ----- | --- | --------------------------------------------------------------------- | --------------------------------------------------------------------- | --------------------------------------------------------------------- | --------------------------------------------------------------------- | --------------------------------------------------------------------- | --------------------------------------------------------------------- | --------------------------------------------------------------------- | --------------------------------------------------------------------- |
| PAD   | Ouverture / Fermeture janvier 2015 / — | Longueur —                                                            | Durée 22 min                                                          | Nb. d’arrêts 4                                                        | Matériel Minibus                                                      | Jours de fonctionnement L, Ma, Me, J, V, S                            | Jour / Soir / Nuit / Fêtes O / N / N / N                              | Voy. / an —                                                           | Exploitant Régie Palm Transports                                      |
| PAD   | Desserte : - Villes et lieux desservis : Mandelieu-la-Napoule (Desserte du secteur Capitou). |                                                                       |                                                                       |                                                                       |                                                                       |                                                                       |                                                                       |                                                                       |                                                                       |
| PAD   | Autre : - Arrêts non accessibles aux UFR : — - Amplitudes horaires : La ligne fonctionne du lundi au samedi de 8 h à 19 h 20 environ. - Particularités : Ligne sur réservation téléphonique. La ligne comporte deux arrêts de rabattement sur les lignes régulières : Gare routière et Cimetière de Capitou. Les points de rendez-vous en cas d'impossibilité pour le véhiculer d'accéder au domicile sont : Chemin des Marguerites et Valmajour. - Date de dernière mise à jour : 29 octobre 2015.                                                                   |                                                                       |                                                                       |                                                                       |                                                                       |                                                                       |                                                                       |                                                                       |                                                                       |
| PAD   | Dernière actualisation : — |                                                                       |                                                                       |                                                                       |                                                                       |                                                                       |                                                                       |                                                                       |                                                                       |
| PAD   | Palm à la Demande — Les Termes | Palm à la Demande — Les Termes                                        | Palm à la Demande — Les Termes                                        | Palm à la Demande — Les Termes                                        | Palm à la Demande — Les Termes                                        | Palm à la Demande — Les Termes                                        | Palm à la Demande — Les Termes                                        | Palm à la Demande — Les Termes                                        | Palm à la Demande — Les Termes                                        |
| PAD   | Mandelieu-la-Napoule — Gare Routière ⥋ Desserte de la zone Les Termes |                                                                       |                                                                       |                                                                       |                                                                       |                                                                       |                                                                       |                                                                       |                                                                       |
| PAD   | Ouverture / Fermeture janvier 2015 / — | Longueur —                                                            | Durée 20 min                                                          | Nb. d’arrêts 10                                                       | Matériel Minibus                                                      | Jours de fonctionnement L, Ma, Me, J, V, S                            | Jour / Soir / Nuit / Fêtes O / N / N / N                              | Voy. / an —                                                           | Exploitant Régie Palm Transports                                      |
| PAD   | Desserte : - Villes et lieux desservis : Mandelieu-la-Napoule (Desserte du secteur Les Termes). |                                                                       |                                                                       |                                                                       |                                                                       |                                                                       |                                                                       |                                                                       |                                                                       |
| PAD   | Autre : - Arrêts non accessibles aux UFR : — - Amplitudes horaires : La ligne fonctionne du lundi au samedi de 8 h 40 à 19 h environ. - Particularités : Ligne sur réservation téléphonique. La ligne comporte huit arrêts de rabattement sur les lignes régulières : Gare routière, Les Termes, Les Ormes, Rond-Point de l'Espace, Léo Brun, Cannes Marina, Eden Parc et Centre commercial. Les points de rendez-vous en cas d'impossibilité pour le véhiculer d'accéder au domicile sont : Bellevue et Grand Duc. - Date de dernière mise à jour : 29 octobre 2015. |                                                                       |                                                                       |                                                                       |                                                                       |                                                                       |                                                                       |                                                                       |                                                                       |
| PAD   | Dernière actualisation : — |                                                                       |                                                                       |                                                                       |                                                                       |                                                                       |                                                                       |                                                                       |                                                                       |
| PAD   | Palm à la Demande — Minelle | Palm à la Demande — Minelle                                           | Palm à la Demande — Minelle                                           | Palm à la Demande — Minelle                                           | Palm à la Demande — Minelle                                           | Palm à la Demande — Minelle                                           | Palm à la Demande — Minelle                                           | Palm à la Demande — Minelle                                           | Palm à la Demande — Minelle                                           |
| PAD   | Mandelieu-la-Napoule — Gare Routière ⥋ Desserte de la zone Minelle |                                                                       |                                                                       |                                                                       |                                                                       |                                                                       |                                                                       |                                                                       |                                                                       |
| PAD   | Ouverture / Fermeture janvier 2015 / — | Longueur —                                                            | Durée 18 min                                                          | Nb. d’arrêts 7                                                        | Matériel Minibus                                                      | Jours de fonctionnement L, Ma, Me, J, V, S                            | Jour / Soir / Nuit / Fêtes O / N / N / N                              | Voy. / an —                                                           | Exploitant Régie Palm Transports                                      |
| PAD   | Desserte : - Villes et lieux desservis : Mandelieu-la-Napoule (Desserte du secteur Minelle). |                                                                       |                                                                       |                                                                       |                                                                       |                                                                       |                                                                       |                                                                       |                                                                       |
| PAD   | Autre : - Arrêts non accessibles aux UFR : — - Amplitudes horaires : La ligne fonctionne du lundi au samedi de 8 h 20 à 19 h 40 environ. - Particularités : Ligne sur réservation téléphonique. La ligne comporte cinq arrêts de rabattement sur les lignes régulières : Gare routière, Les Termes, Centre commercial, Minelle et Les Vignerons. Les points de rendez-vous en cas d'impossibilité pour le véhiculer d'accéder au domicile sont : Saint-Martin et Picasso. - Date de dernière mise à jour : 29 octobre 2015.                                           |                                                                       |                                                                       |                                                                       |                                                                       |                                                                       |                                                                       |                                                                       |                                                                       |
| PAD   | Dernière actualisation : — |                                                                       |                                                                       |                                                                       |                                                                       |                                                                       |                                                                       |                                                                       |                                                                       |

#### Mougins
| Ligne | Caractéristiques | Caractéristiques                                                        | Caractéristiques                                                        | Caractéristiques                                                        | Caractéristiques                                                        | Caractéristiques                                                        | Caractéristiques                                                        | Caractéristiques                                                        | Caractéristiques                                                        |
| 200   | Mougins — Le Haut ⥋ Mougins — Foyer Maillan | Mougins — Le Haut ⥋ Mougins — Foyer Maillan                             | Mougins — Le Haut ⥋ Mougins — Foyer Maillan                             | Mougins — Le Haut ⥋ Mougins — Foyer Maillan                             | Mougins — Le Haut ⥋ Mougins — Foyer Maillan                             | Mougins — Le Haut ⥋ Mougins — Foyer Maillan                             | Mougins — Le Haut ⥋ Mougins — Foyer Maillan                             | Mougins — Le Haut ⥋ Mougins — Foyer Maillan                             | Mougins — Le Haut ⥋ Mougins — Foyer Maillan                             |
| ----- | --- | ----------------------------------------------------------------------- | ----------------------------------------------------------------------- | ----------------------------------------------------------------------- | ----------------------------------------------------------------------- | ----------------------------------------------------------------------- | ----------------------------------------------------------------------- | ----------------------------------------------------------------------- | ----------------------------------------------------------------------- |
| 200   | Ouverture / Fermeture 1er janvier 2014 / — | Longueur —                                                              | Durée 30 min                                                            | Nb. d’arrêts 27                                                         | Matériel Minibus                                                        | Jours de fonctionnement L, Ma, Me, J, V, S                              | Jour / Soir / Nuit / Fêtes O / N / N / N                                | Voy. / an —                                                             | Exploitant Régie Palm Transports                                        |
| 200   | Desserte : - Villes et lieux desservis : Mougins - Gares desservies : Aucune. |                                                                         |                                                                         |                                                                         |                                                                         |                                                                         |                                                                         |                                                                         |                                                                         |
| 200   | Autre : - Arrêts non accessibles aux UFR : — - Amplitudes horaires : La ligne fonctionne du lundi au samedi de 7 h 15 à 18 h environ. - Particularités : Ligne sur réservation téléphonique. - Date de dernière mise à jour : 29 novembre 2015. |                                                                         |                                                                         |                                                                         |                                                                         |                                                                         |                                                                         |                                                                         |                                                                         |
| 200   | Dernière actualisation : — |                                                                         |                                                                         |                                                                         |                                                                         |                                                                         |                                                                         |                                                                         |                                                                         |
| 201   | Mougins — Le Haut ⥋ Biot/Sophia Antipolis — Collège Eganaude | Mougins — Le Haut ⥋ Biot/Sophia Antipolis — Collège Eganaude            | Mougins — Le Haut ⥋ Biot/Sophia Antipolis — Collège Eganaude            | Mougins — Le Haut ⥋ Biot/Sophia Antipolis — Collège Eganaude            | Mougins — Le Haut ⥋ Biot/Sophia Antipolis — Collège Eganaude            | Mougins — Le Haut ⥋ Biot/Sophia Antipolis — Collège Eganaude            | Mougins — Le Haut ⥋ Biot/Sophia Antipolis — Collège Eganaude            | Mougins — Le Haut ⥋ Biot/Sophia Antipolis — Collège Eganaude            | Mougins — Le Haut ⥋ Biot/Sophia Antipolis — Collège Eganaude            |
| 201   | Ouverture / Fermeture 1er janvier 2014 / — | Longueur —                                                              | Durée 35 min                                                            | Nb. d’arrêts 15                                                         | Matériel Minibus                                                        | Jours de fonctionnement L, Ma, Me, J, V, S                              | Jour / Soir / Nuit / Fêtes O / N / N / N                                | Voy. / an —                                                             | Exploitant Régie Palm Transports                                        |
| 201   | Desserte : - Villes et lieux desservis : Mougins, Valbonne et Biot - Gares desservies : Aucune.) |                                                                         |                                                                         |                                                                         |                                                                         |                                                                         |                                                                         |                                                                         |                                                                         |
| 201   | Autre : - Arrêts non accessibles aux UFR : — - Amplitudes horaires : La ligne fonctionne du lundi au vendredi durant les vacances scolaires et le samedi toute la journée de 7 h 10 à 18 h 50 environ. - Particularités : Ligne sur réservation téléphonique. Du lundi au vendredi en période scolaire, la ligne régulière Palm'Sophia assure la desserte. La ligne dessert des arrêts sur les communes de Valbonne et Biot situés en dehors du périmètre de transport urbain. - Date de dernière mise à jour : 29 novembre 2015. |                                                                         |                                                                         |                                                                         |                                                                         |                                                                         |                                                                         |                                                                         |                                                                         |
| 201   | Dernière actualisation : — |                                                                         |                                                                         |                                                                         |                                                                         |                                                                         |                                                                         |                                                                         |                                                                         |
| 202   | Mougins — Maison de retraite ⥋ Biot/Sophia Antipolis — Collège Eganaude | Mougins — Maison de retraite ⥋ Biot/Sophia Antipolis — Collège Eganaude | Mougins — Maison de retraite ⥋ Biot/Sophia Antipolis — Collège Eganaude | Mougins — Maison de retraite ⥋ Biot/Sophia Antipolis — Collège Eganaude | Mougins — Maison de retraite ⥋ Biot/Sophia Antipolis — Collège Eganaude | Mougins — Maison de retraite ⥋ Biot/Sophia Antipolis — Collège Eganaude | Mougins — Maison de retraite ⥋ Biot/Sophia Antipolis — Collège Eganaude | Mougins — Maison de retraite ⥋ Biot/Sophia Antipolis — Collège Eganaude | Mougins — Maison de retraite ⥋ Biot/Sophia Antipolis — Collège Eganaude |
| 202   | Ouverture / Fermeture 1er janvier 2014 / — | Longueur —                                                              | Durée 35 min                                                            | Nb. d’arrêts 33                                                         | Matériel Minibus                                                        | Jours de fonctionnement L, Ma, Me, J, V, S                              | Jour / Soir / Nuit / Fêtes O / N / N / N                                | Voy. / an —                                                             | Exploitant Régie Palm Transports                                        |
| 202   | Desserte : - Villes et lieux desservis : Mougins, Valbonne et Biot - Gares desservies : Aucune. |                                                                         |                                                                         |                                                                         |                                                                         |                                                                         |                                                                         |                                                                         |                                                                         |
| 202   | Autre : - Arrêts non accessibles aux UFR : — - Amplitudes horaires : La ligne fonctionne du lundi au samedi de 7 h 10 à 18 h 45 environ. - Particularités : Ligne sur réservation téléphonique. La ligne dessert des arrêts sur les communes de Valbonne et Biot situés en dehors du périmètre de transport urbain. - Date de dernière mise à jour : 29 novembre 2015. |                                                                         |                                                                         |                                                                         |                                                                         |                                                                         |                                                                         |                                                                         |                                                                         |
| 202   | Dernière actualisation : — |                                                                         |                                                                         |                                                                         |                                                                         |                                                                         |                                                                         |                                                                         |                                                                         |
| 203   | Mougins — Mas Grand Vallon ⥋ Mougins — Village | Mougins — Mas Grand Vallon ⥋ Mougins — Village                          | Mougins — Mas Grand Vallon ⥋ Mougins — Village                          | Mougins — Mas Grand Vallon ⥋ Mougins — Village                          | Mougins — Mas Grand Vallon ⥋ Mougins — Village                          | Mougins — Mas Grand Vallon ⥋ Mougins — Village                          | Mougins — Mas Grand Vallon ⥋ Mougins — Village                          | Mougins — Mas Grand Vallon ⥋ Mougins — Village                          | Mougins — Mas Grand Vallon ⥋ Mougins — Village                          |
| 203   | Ouverture / Fermeture 1er janvier 2014 / — | Longueur —                                                              | Durée 20 min                                                            | Nb. d’arrêts 19 (20)                                                    | Matériel Minibus                                                        | Jours de fonctionnement L, Ma, Me, J, V, S                              | Jour / Soir / Nuit / Fêtes O / N / N / N                                | Voy. / an —                                                             | Exploitant Régie Palm Transports                                        |
| 203   | Desserte : - Villes et lieux desservis : Mougins - Gares desservies : Aucune. |                                                                         |                                                                         |                                                                         |                                                                         |                                                                         |                                                                         |                                                                         |                                                                         |
| 203   | Autre : - Arrêts non accessibles aux UFR : — - Amplitudes horaires : La ligne fonctionne du lundi au samedi de 6 h 20 à 19 h 20 environ. - Particularités : Ligne sur réservation téléphonique. La ligne dessert le collège de la Chênaire à raison de quelques services par jour en période scolaire. - Date de dernière mise à jour : 29 novembre 2015. |                                                                         |                                                                         |                                                                         |                                                                         |                                                                         |                                                                         |                                                                         |                                                                         |
| 203   | Dernière actualisation : — |                                                                         |                                                                         |                                                                         |                                                                         |                                                                         |                                                                         |                                                                         |                                                                         |
| 204   | Mougins — Foyer Maillan ⥋ Mougins — Village | Mougins — Foyer Maillan ⥋ Mougins — Village                             | Mougins — Foyer Maillan ⥋ Mougins — Village                             | Mougins — Foyer Maillan ⥋ Mougins — Village                             | Mougins — Foyer Maillan ⥋ Mougins — Village                             | Mougins — Foyer Maillan ⥋ Mougins — Village                             | Mougins — Foyer Maillan ⥋ Mougins — Village                             | Mougins — Foyer Maillan ⥋ Mougins — Village                             | Mougins — Foyer Maillan ⥋ Mougins — Village                             |
| 204   | Ouverture / Fermeture 1er janvier 2014 / — | Longueur —                                                              | Durée 13 min                                                            | Nb. d’arrêts 18                                                         | Matériel Minibus                                                        | Jours de fonctionnement L, Ma, Me, J, V, S                              | Jour / Soir / Nuit / Fêtes O / N / N / N                                | Voy. / an —                                                             | Exploitant Régie Palm Transports                                        |
| 204   | Desserte : - Villes et lieux desservis : Mougins - Gares desservies : Aucune. |                                                                         |                                                                         |                                                                         |                                                                         |                                                                         |                                                                         |                                                                         |                                                                         |
| 204   | Autre : - Arrêts non accessibles aux UFR : — - Amplitudes horaires : La ligne fonctionne du lundi au samedi de 7 h à 19 h 15 environ. - Particularités : Ligne sur réservation téléphonique. - Date de dernière mise à jour : 29 novembre 2015. |                                                                         |                                                                         |                                                                         |                                                                         |                                                                         |                                                                         |                                                                         |                                                                         |
| 204   | Dernière actualisation : — |                                                                         |                                                                         |                                                                         |                                                                         |                                                                         |                                                                         |                                                                         |                                                                         |
| 205   | Mougins — Mairie annexe de l'Aubarède ⥋ Mougins — Tournamy | Mougins — Mairie annexe de l'Aubarède ⥋ Mougins — Tournamy              | Mougins — Mairie annexe de l'Aubarède ⥋ Mougins — Tournamy              | Mougins — Mairie annexe de l'Aubarède ⥋ Mougins — Tournamy              | Mougins — Mairie annexe de l'Aubarède ⥋ Mougins — Tournamy              | Mougins — Mairie annexe de l'Aubarède ⥋ Mougins — Tournamy              | Mougins — Mairie annexe de l'Aubarède ⥋ Mougins — Tournamy              | Mougins — Mairie annexe de l'Aubarède ⥋ Mougins — Tournamy              | Mougins — Mairie annexe de l'Aubarède ⥋ Mougins — Tournamy              |
| 205   | Ouverture / Fermeture 1er janvier 2014 / — | Longueur —                                                              | Durée 15 min                                                            | Nb. d’arrêts 20                                                         | Matériel Minibus                                                        | Jours de fonctionnement L, Ma, Me, J, V, S                              | Jour / Soir / Nuit / Fêtes O / N / N / N                                | Voy. / an —                                                             | Exploitant Régie Palm Transports                                        |
| 205   | Desserte : - Villes et lieux desservis : Mougins - Gares desservies : Aucune. |                                                                         |                                                                         |                                                                         |                                                                         |                                                                         |                                                                         |                                                                         |                                                                         |
| 205   | Autre : - Arrêts non accessibles aux UFR : — - Amplitudes horaires : La ligne fonctionne du lundi au samedi de 7 h à 19 h 15 environ. - Particularités : Ligne sur réservation téléphonique. - Date de dernière mise à jour : 29 novembre 2015. |                                                                         |                                                                         |                                                                         |                                                                         |                                                                         |                                                                         |                                                                         |                                                                         |
| 205   | Dernière actualisation : — |                                                                         |                                                                         |                                                                         |                                                                         |                                                                         |                                                                         |                                                                         |                                                                         |
| 206   | Mougins — Place des Arcades ⥋ Mougins — Tournamy | Mougins — Place des Arcades ⥋ Mougins — Tournamy                        | Mougins — Place des Arcades ⥋ Mougins — Tournamy                        | Mougins — Place des Arcades ⥋ Mougins — Tournamy                        | Mougins — Place des Arcades ⥋ Mougins — Tournamy                        | Mougins — Place des Arcades ⥋ Mougins — Tournamy                        | Mougins — Place des Arcades ⥋ Mougins — Tournamy                        | Mougins — Place des Arcades ⥋ Mougins — Tournamy                        | Mougins — Place des Arcades ⥋ Mougins — Tournamy                        |
| 206   | Ouverture / Fermeture 1er janvier 2015 / — | Longueur —                                                              | Durée 20 min                                                            | Nb. d’arrêts 8                                                          | Matériel Minibus                                                        | Jours de fonctionnement L, Ma, Me, J, V, S                              | Jour / Soir / Nuit / Fêtes O / N / N / N                                | Voy. / an —                                                             | Exploitant Régie Palm Transports                                        |
| 206   | Desserte : - Villes et lieux desservis : Mougins - Gares desservies : Aucune. |                                                                         |                                                                         |                                                                         |                                                                         |                                                                         |                                                                         |                                                                         |                                                                         |
| 206   | Autre : - Arrêts non accessibles aux UFR : — - Amplitudes horaires : La ligne fonctionne du lundi au samedi de 9 h à 17 h 45 environ. - Particularités : Ligne sur réservation téléphonique. Les horaires sont ajustés de façon à assurer les correspondances avec la ligne régulière 30 et la ligne Lignes d'Azur 600 à Val de Mougins. - Date de dernière mise à jour : 29 octobre 2015. |                                                                         |                                                                         |                                                                         |                                                                         |                                                                         |                                                                         |                                                                         |                                                                         |
| 206   | Dernière actualisation : — |                                                                         |                                                                         |                                                                         |                                                                         |                                                                         |                                                                         |                                                                         |                                                                         |
| 207   | Mougins — Gymnase du Font de l'Orme ⥋ Mouans-Sartoux — Centre | Mougins — Gymnase du Font de l'Orme ⥋ Mouans-Sartoux — Centre           | Mougins — Gymnase du Font de l'Orme ⥋ Mouans-Sartoux — Centre           | Mougins — Gymnase du Font de l'Orme ⥋ Mouans-Sartoux — Centre           | Mougins — Gymnase du Font de l'Orme ⥋ Mouans-Sartoux — Centre           | Mougins — Gymnase du Font de l'Orme ⥋ Mouans-Sartoux — Centre           | Mougins — Gymnase du Font de l'Orme ⥋ Mouans-Sartoux — Centre           | Mougins — Gymnase du Font de l'Orme ⥋ Mouans-Sartoux — Centre           | Mougins — Gymnase du Font de l'Orme ⥋ Mouans-Sartoux — Centre           |
| 207   | Ouverture / Fermeture 1er janvier 2014 / — | Longueur —                                                              | Durée 14 min                                                            | Nb. d’arrêts 14                                                         | Matériel Minibus                                                        | Jours de fonctionnement L, Ma, Me, J, V, S                              | Jour / Soir / Nuit / Fêtes O / N / N / N                                | Voy. / an —                                                             | Exploitant Régie Palm Transports                                        |
| 207   | Desserte : - Villes et lieux desservis : Mougins et Mouans-Sartoux - Gares desservies : Aucune. |                                                                         |                                                                         |                                                                         |                                                                         |                                                                         |                                                                         |                                                                         |                                                                         |
| 207   | Autre : - Arrêts non accessibles aux UFR : — - Amplitudes horaires : La ligne fonctionne du lundi au samedi de 7 h à 18 h 15 environ. - Particularités : Ligne sur réservation téléphonique. La ligne dessert des arrêts sur la commune de Mouans-Sartoux situé en dehors du périmètre de transport urbain. - Date de dernière mise à jour : 29 novembre 2015. |                                                                         |                                                                         |                                                                         |                                                                         |                                                                         |                                                                         |                                                                         |                                                                         |
| 207   | Dernière actualisation : — |                                                                         |                                                                         |                                                                         |                                                                         |                                                                         |                                                                         |                                                                         |                                                                         |
| 208   | Mougins — Font de l'Orme ⥋ Mouans-Sartoux — SNCF | Mougins — Font de l'Orme ⥋ Mouans-Sartoux — SNCF                        | Mougins — Font de l'Orme ⥋ Mouans-Sartoux — SNCF                        | Mougins — Font de l'Orme ⥋ Mouans-Sartoux — SNCF                        | Mougins — Font de l'Orme ⥋ Mouans-Sartoux — SNCF                        | Mougins — Font de l'Orme ⥋ Mouans-Sartoux — SNCF                        | Mougins — Font de l'Orme ⥋ Mouans-Sartoux — SNCF                        | Mougins — Font de l'Orme ⥋ Mouans-Sartoux — SNCF                        | Mougins — Font de l'Orme ⥋ Mouans-Sartoux — SNCF                        |
| 208   | Ouverture / Fermeture 4 juillet 2015 / — | Longueur —                                                              | Durée 25 min                                                            | Nb. d’arrêts 18                                                         | Matériel Minibus                                                        | Jours de fonctionnement L, Ma, Me, J, V, S                              | Jour / Soir / Nuit / Fêtes O / N / N / N                                | Voy. / an —                                                             | Exploitant Régie Palm Transports                                        |
| 208   | Desserte : - Villes et lieux desservis : Mougins et Mouans-Sartoux - Gares desservies : Gare de Mouans-Sartoux. |                                                                         |                                                                         |                                                                         |                                                                         |                                                                         |                                                                         |                                                                         |                                                                         |
| 208   | Autre : - Arrêts non accessibles aux UFR : — - Amplitudes horaires : La ligne fonctionne du lundi au samedi de 7 h 45 à 20 h 10 environ. - Particularités : Ligne sur réservation téléphonique. La ligne dessert des arrêts sur la commune de Mouans-Sartoux situé en dehors du périmètre de transport urbain. La ligne est née de la transformation de l'ancienne ligne régulière 26. - Date de dernière mise à jour : 29 octobre 2015.                                                                                          |                                                                         |                                                                         |                                                                         |                                                                         |                                                                         |                                                                         |                                                                         |                                                                         |
| 208   | Dernière actualisation : — |                                                                         |                                                                         |                                                                         |                                                                         |                                                                         |                                                                         |                                                                         |                                                                         |

#### PMR
Remplaçant l'ancien service Handi Palm depuis janvier 2015, le PAD PMR permet sur toutes les communes desservies aux personnes à mobilité réduite remplissant les critères d'accès de se déplacer sur le réseau. Le service fonctionne du lundi au samedi de 7 h à 19 h et des créneaux sont ajoutés en soirée (amplitude de 3 heures variable entre 19-22 h, 20-23 h et 21 h-0h) et les dimanches et fêtes avec la même amplitude qu'en semaine.

### Palm Night
| Ligne | Caractéristiques | Caractéristiques                                            | Caractéristiques                                            | Caractéristiques                                            | Caractéristiques                                            | Caractéristiques                                            | Caractéristiques                                            | Caractéristiques                                            | Caractéristiques                                            |
| n1    | Palm Night | Palm Night                                                  | Palm Night                                                  | Palm Night                                                  | Palm Night                                                  | Palm Night                                                  | Palm Night                                                  | Palm Night                                                  | Palm Night                                                  |
| n1    | Cannes — Alfred de Musset (Ranguin) ⥋ Le Cannet — Penh Chaï | Cannes — Alfred de Musset (Ranguin) ⥋ Le Cannet — Penh Chaï | Cannes — Alfred de Musset (Ranguin) ⥋ Le Cannet — Penh Chaï | Cannes — Alfred de Musset (Ranguin) ⥋ Le Cannet — Penh Chaï | Cannes — Alfred de Musset (Ranguin) ⥋ Le Cannet — Penh Chaï | Cannes — Alfred de Musset (Ranguin) ⥋ Le Cannet — Penh Chaï | Cannes — Alfred de Musset (Ranguin) ⥋ Le Cannet — Penh Chaï | Cannes — Alfred de Musset (Ranguin) ⥋ Le Cannet — Penh Chaï | Cannes — Alfred de Musset (Ranguin) ⥋ Le Cannet — Penh Chaï |
| ----- | --- | ----------------------------------------------------------- | ----------------------------------------------------------- | ----------------------------------------------------------- | ----------------------------------------------------------- | ----------------------------------------------------------- | ----------------------------------------------------------- | ----------------------------------------------------------- | ----------------------------------------------------------- |
| n1    | Ouverture / Fermeture 1er janvier 2013 / — | Longueur —                                                  | Durée 60 min                                                | Nb. d’arrêts 11                                             | Matériel GX 327 BHNS GX 337                                 | Jours de fonctionnement L, Ma, Me, J, V, S, D               | Jour / Soir / Nuit / Fêtes N / O / O / O                    | Voy. / an —                                                 | Exploitant Régie Palm Transports                            |
| n1    | Desserte : - Villes et lieux desservis : Cannes (Ranguin, Alfred de Musset, Bocca Nord, Coubertin, Place du Marché, Boulevard Leader, Vallombrosa, Hôtel de Ville, Gare SNCF, Lycée Carnot), Le Cannet (Place Leclerc Penh Chaï) - Gares desservies : Gare de Cannes                                             |                                                             |                                                             |                                                             |                                                             |                                                             |                                                             |                                                             |                                                             |
| n1    | Autre : - Arrêts non accessibles aux UFR : — - Amplitudes horaires : La ligne fonctionne tous les soirs de 21 h 30 à 3 h 20 environ. - Particularités : Remplace la ligne 1 en journée. - Date de dernière mise à jour : 29 octobre 2015.                                                                        |                                                             |                                                             |                                                             |                                                             |                                                             |                                                             |                                                             |                                                             |
| n1    | Dernière actualisation : — |                                                             |                                                             |                                                             |                                                             |                                                             |                                                             |                                                             |                                                             |
| n2    | Palm Night | Palm Night                                                  | Palm Night                                                  | Palm Night                                                  | Palm Night                                                  | Palm Night                                                  | Palm Night                                                  | Palm Night                                                  | Palm Night                                                  |
| n2    | Cannes — Les Bastides ⥋ Cannes — Blanchisseries |                                                             |                                                             |                                                             |                                                             |                                                             |                                                             |                                                             |                                                             |
| n2    | Ouverture / Fermeture 1er janvier 2013 / — | Longueur —                                                  | Durée 60 min                                                | Nb. d’arrêts 10                                             | Matériel GX 327 GX 337                                      | Jours de fonctionnement L, Ma, Me, J, V, S, D               | Jour / Soir / Nuit / Fêtes N / O / O / O                    | Voy. / an —                                                 | Exploitant Régie Palm Transports                            |
| n2    | Desserte : - Villes et lieux desservis : Cannes (Les Bastides, Bocca Nord, Coubertin, Place du Marché, Boulevard Leader, Vallombrosa, Hôtel de Ville, Gare SNCF, Hôpital de Cannes, Place Rocheville, Blanchisseries) - Gares desservies : Gare de Cannes                                                        |                                                             |                                                             |                                                             |                                                             |                                                             |                                                             |                                                             |                                                             |
| n2    | Autre : - Arrêts non accessibles aux UFR : — - Amplitudes horaires : La ligne fonctionne tous les soirs de 21 h à 2 h 50 environ. - Particularités : Remplace la ligne 2 en journée. - Date de dernière mise à jour : 29 octobre 2015.                                                                           |                                                             |                                                             |                                                             |                                                             |                                                             |                                                             |                                                             |                                                             |
| n2    | Dernière actualisation : — |                                                             |                                                             |                                                             |                                                             |                                                             |                                                             |                                                             |                                                             |
| n10   | Palm Night | Palm Night                                                  | Palm Night                                                  | Palm Night                                                  | Palm Night                                                  | Palm Night                                                  | Palm Night                                                  | Palm Night                                                  | Palm Night                                                  |
| n10   | Cannes — Les Pins Parasols ⥋ Cannes — Hôtel de Ville |                                                             |                                                             |                                                             |                                                             |                                                             |                                                             |                                                             |                                                             |
| n10   | Ouverture / Fermeture 1er janvier 2013 / — | Longueur —                                                  | Durée 20 min                                                | Nb. d’arrêts 7                                              | Matériel GX 337                                             | Jours de fonctionnement L, Ma, Me, J, V, S, D               | Jour / Soir / Nuit / Fêtes N / O / O / O                    | Voy. / an —                                                 | Exploitant Régie Palm Transports                            |
| n10   | Desserte : - Villes et lieux desservis : Cannes (Les Pins Parasols, La Palestre, République, ZAC des Mimosas, Boulevard du Riou, Place Bergia, Hôtel de Ville) - Gares desservies : Aucune |                                                             |                                                             |                                                             |                                                             |                                                             |                                                             |                                                             |                                                             |
| n10   | Autre : - Arrêts non accessibles aux UFR : — - Amplitudes horaires : La ligne fonctionne tous les soirs de 20 h 30 à 2 h 20 environ. - Particularités : Remplace la ligne 10 en journée. - Date de dernière mise à jour : 29 octobre 2015.                                                                       |                                                             |                                                             |                                                             |                                                             |                                                             |                                                             |                                                             |                                                             |
| n10   | Dernière actualisation : — |                                                             |                                                             |                                                             |                                                             |                                                             |                                                             |                                                             |                                                             |
| n20   | Palm Night | Palm Night                                                  | Palm Night                                                  | Palm Night                                                  | Palm Night                                                  | Palm Night                                                  | Palm Night                                                  | Palm Night                                                  | Palm Night                                                  |
| n20   | Cannes — Boulevard du Midi ⥋ Cannes — Gare SNCF |                                                             |                                                             |                                                             |                                                             |                                                             |                                                             |                                                             |                                                             |
| n20   | Ouverture / Fermeture 1er janvier 2013 / — | Longueur —                                                  | Durée 50 min                                                | Nb. d’arrêts 12                                             | Matériel GX 327 BHNS GX 337 (?)                             | Jours de fonctionnement L, Ma, Me, J, V, S, D               | Jour / Soir / Nuit / Fêtes N / O / O / O                    | Voy. / an —                                                 | Exploitant Régie Palm Transports                            |
| n20   | Desserte : - Villes et lieux desservis : Mandelieu-La Napoule (Balcon d'Azur, L'Argentière, Minelle, Cottage, Gare Routière de Mandelieu, Capitou), Cannes (Salle Olympie, Coubertin, Place du Marché, Boulevard Leader, Hôtel de Ville, Gare SNCF) - Gares desservies : Gare de Cannes                          |                                                             |                                                             |                                                             |                                                             |                                                             |                                                             |                                                             |                                                             |
| n20   | Autre : - Arrêts non accessibles aux UFR : — - Amplitudes horaires : La ligne fonctionne tous les soirs de 20 h 30 à 2 h 20 environ. - Particularités : Remplace la ligne PalmExpress A en journée. - Date de dernière mise à jour : 29 octobre 2015.                                                            |                                                             |                                                             |                                                             |                                                             |                                                             |                                                             |                                                             |                                                             |
| n20   | Dernière actualisation : — |                                                             |                                                             |                                                             |                                                             |                                                             |                                                             |                                                             |                                                             |
| n21   | Palm Night | Palm Night                                                  | Palm Night                                                  | Palm Night                                                  | Palm Night                                                  | Palm Night                                                  | Palm Night                                                  | Palm Night                                                  | Palm Night                                                  |
| n21   | (circulaire) Cannes — Hôtel de Ville ⥋ via Palm Beach et La Croisette |                                                             |                                                             |                                                             |                                                             |                                                             |                                                             |                                                             |                                                             |
| n21   | Ouverture / Fermeture 1er janvier 2013 / — | Longueur —                                                  | Durée 45 min                                                | Nb. d’arrêts 8                                              | Matériel —                                                  | Jours de fonctionnement L, Ma, Me, J, V, S, D               | Jour / Soir / Nuit / Fêtes N / O / O / O                    | Voy. / an —                                                 | Exploitant Régie Palm Transports                            |
| n21   | Desserte : - Villes et lieux desservis : Cannes (Hôtel de Ville, Palais Croisette, Palm Beach, Esprit Violet, Pont Alexandre III, Notre-Dame des Pins, Californie, Pont République, Hôtel de Ville) - Gares desservies : Aucune                                                                                  |                                                             |                                                             |                                                             |                                                             |                                                             |                                                             |                                                             |                                                             |
| n21   | Autre : - Arrêts non accessibles aux UFR : — - Amplitudes horaires : La ligne fonctionne tous les soirs de 21 h à 1 h environ. - Particularités : Remplace la ligne 21 en journée. Fonctionne en sens anti-horaire uniquement. Dessert également la Croisette. - Date de dernière mise à jour : 29 octobre 2015. |                                                             |                                                             |                                                             |                                                             |                                                             |                                                             |                                                             |                                                             |
| n21   | Dernière actualisation : — |                                                             |                                                             |                                                             |                                                             |                                                             |                                                             |                                                             |                                                             |

#### Lignes estivales
| Ligne        | Caractéristiques | Caractéristiques | Caractéristiques | Caractéristiques | Caractéristiques | Caractéristiques | Caractéristiques | Caractéristiques | Caractéristiques |
| La Littorale | La Littorale | La Littorale | La Littorale | La Littorale | La Littorale | La Littorale | La Littorale | La Littorale | La Littorale |
| La Littorale | Mandelieu-La Napoule — Espace Muller ⥋ Mandelieu-La Napoule — Port de la Rague | Mandelieu-La Napoule — Espace Muller ⥋ Mandelieu-La Napoule — Port de la Rague                                      | Mandelieu-La Napoule — Espace Muller ⥋ Mandelieu-La Napoule — Port de la Rague                                      | Mandelieu-La Napoule — Espace Muller ⥋ Mandelieu-La Napoule — Port de la Rague                                      | Mandelieu-La Napoule — Espace Muller ⥋ Mandelieu-La Napoule — Port de la Rague                                      | Mandelieu-La Napoule — Espace Muller ⥋ Mandelieu-La Napoule — Port de la Rague                                      | Mandelieu-La Napoule — Espace Muller ⥋ Mandelieu-La Napoule — Port de la Rague                                      | Mandelieu-La Napoule — Espace Muller ⥋ Mandelieu-La Napoule — Port de la Rague                                      | Mandelieu-La Napoule — Espace Muller ⥋ Mandelieu-La Napoule — Port de la Rague                                      |
| ------------ | --- | --- | --- | --- | --- | --- | --- | --- | --- |
| La Littorale | Ouverture / Fermeture Mi-juin / Début septembre | Longueur — | Durée 10 min | Nb. d’arrêts 7 | Matériel - - | Jours de fonctionnement L, Ma, Me, J, V, S, D                                                                       | Jour / Soir / Nuit / Fêtes — / — / — / —                                                                            | Voy. / an — | Exploitant Régie Palm Transports                                                                                    |
| La Littorale | Desserte : Mandelieu-La Napoule - Gares desservies : Aucune. | | | | | | | | |
| La Littorale | Autre : - Arrêts non accessibles aux UFR : — - Particularités : Navette gratuite circulant en période estivale uniquement afin de réduire l'utilisation de véhicules sur le littoral pendant la saison estivale avec un départ toutes les 30 minutes en heure creuse dans chaque sens de 9 h à 21 h environ. - Date de dernière mise à jour : 27 août 2023.                                                                       | | | | | | | | |
| La Littorale | Dernière actualisation : — | | | | | | | | |
| Bocca Cabana | Cannes — Résidence-Coubertin ⥋ Cannes – Résidénce-Coubertin (via La Bocca-Verrerie, Place du Marché et la Roubine) | Cannes — Résidence-Coubertin ⥋ Cannes – Résidénce-Coubertin (via La Bocca-Verrerie, Place du Marché et la Roubine)  | Cannes — Résidence-Coubertin ⥋ Cannes – Résidénce-Coubertin (via La Bocca-Verrerie, Place du Marché et la Roubine)  | Cannes — Résidence-Coubertin ⥋ Cannes – Résidénce-Coubertin (via La Bocca-Verrerie, Place du Marché et la Roubine)  | Cannes — Résidence-Coubertin ⥋ Cannes – Résidénce-Coubertin (via La Bocca-Verrerie, Place du Marché et la Roubine)  | Cannes — Résidence-Coubertin ⥋ Cannes – Résidénce-Coubertin (via La Bocca-Verrerie, Place du Marché et la Roubine)  | Cannes — Résidence-Coubertin ⥋ Cannes – Résidénce-Coubertin (via La Bocca-Verrerie, Place du Marché et la Roubine)  | Cannes — Résidence-Coubertin ⥋ Cannes – Résidénce-Coubertin (via La Bocca-Verrerie, Place du Marché et la Roubine)  | Cannes — Résidence-Coubertin ⥋ Cannes – Résidénce-Coubertin (via La Bocca-Verrerie, Place du Marché et la Roubine)  |
| Bocca Cabana | Ouverture / Fermeture Fin juin / Début septembre | Longueur — | Durée 17 min | Nb. d’arrêts 14 | Matériel — | Jours de fonctionnement L, Ma, Me, J, V, S, D                                                                       | Jour / Soir / Nuit / Fêtes O / N / N / O                                                                            | Voy. / an — | Exploitant SUMA Palm Bus                                                                                            |
| Bocca Cabana | Desserte : - Villes et lieux desservis : Cannes - Gares desservies : Aucune | | | | | | | | |
| Bocca Cabana | Autre : - Arrêts non accessibles aux UFR : — - Amplitudes horaires : La ligne fonctionne du lundi au samedi de 7 h à 19 h 30 environ. - Particularités : Cette ligne dessert le secteur de Cannes La Bocca, elle ne circule qu'en période estivale. - Date de dernière mise à jour : 27 août 2023. | | | | | | | | |
| Bocca Cabana | Dernière actualisation : — | | | | | | | | |
| Mimo Plage   | Mandelieu-la-Napoule — Canadière-Tassigny ⥋ Mandelieu-la-Napoule – Cannes Marina | Mandelieu-la-Napoule — Canadière-Tassigny ⥋ Mandelieu-la-Napoule – Cannes Marina                                    | Mandelieu-la-Napoule — Canadière-Tassigny ⥋ Mandelieu-la-Napoule – Cannes Marina                                    | Mandelieu-la-Napoule — Canadière-Tassigny ⥋ Mandelieu-la-Napoule – Cannes Marina                                    | Mandelieu-la-Napoule — Canadière-Tassigny ⥋ Mandelieu-la-Napoule – Cannes Marina                                    | Mandelieu-la-Napoule — Canadière-Tassigny ⥋ Mandelieu-la-Napoule – Cannes Marina                                    | Mandelieu-la-Napoule — Canadière-Tassigny ⥋ Mandelieu-la-Napoule – Cannes Marina                                    | Mandelieu-la-Napoule — Canadière-Tassigny ⥋ Mandelieu-la-Napoule – Cannes Marina                                    | Mandelieu-la-Napoule — Canadière-Tassigny ⥋ Mandelieu-la-Napoule – Cannes Marina                                    |
| Mimo Plage   | Ouverture / Fermeture Fin juin / Début septembre | Longueur — | Durée 30 min | Nb. d’arrêts 32 | Matériel Heuliez GX137L, Otokar Navigo U                                                                            | Jours de fonctionnement L, Ma, Me, J, V, S, D                                                                       | Jour / Soir / Nuit / Fêtes O / N / N / O                                                                            | Voy. / an — | Exploitant SUMA Palm Bus                                                                                            |
| Mimo Plage   | Desserte : - Villes et lieux desservis : Mandelieu-la-Napoule - Gares desservies : Aucune | | | | | | | | |
| Mimo Plage   | Autre : - Arrêts non accessibles aux UFR : — - Amplitudes horaires : La ligne fonctionne du lundi au samedi de 8 h 35 à 22 h 30 environ. Lors des soirées des feux d'artifice, la ligne circule une heure de plus, soit jusqu'à 23 h 30 - Particularités : Cette ligne dessert le secteur de Mandelieu-la-Napoule en plus de La Littorale, elle ne circule qu'en période estivale. - Date de dernière mise à jour : 27 août 2023. | | | | | | | | |
| Mimo Plage   | Dernière actualisation : — | | | | | | | | |
| Mouré Rouge  | Cannes – Parking Roseraie-Port Canto ⥋ Cannes – Parking Roseraie-Port Canto (via Base Nautique et Plage de l'Étang) | Cannes – Parking Roseraie-Port Canto ⥋ Cannes – Parking Roseraie-Port Canto (via Base Nautique et Plage de l'Étang) | Cannes – Parking Roseraie-Port Canto ⥋ Cannes – Parking Roseraie-Port Canto (via Base Nautique et Plage de l'Étang) | Cannes – Parking Roseraie-Port Canto ⥋ Cannes – Parking Roseraie-Port Canto (via Base Nautique et Plage de l'Étang) | Cannes – Parking Roseraie-Port Canto ⥋ Cannes – Parking Roseraie-Port Canto (via Base Nautique et Plage de l'Étang) | Cannes – Parking Roseraie-Port Canto ⥋ Cannes – Parking Roseraie-Port Canto (via Base Nautique et Plage de l'Étang) | Cannes – Parking Roseraie-Port Canto ⥋ Cannes – Parking Roseraie-Port Canto (via Base Nautique et Plage de l'Étang) | Cannes – Parking Roseraie-Port Canto ⥋ Cannes – Parking Roseraie-Port Canto (via Base Nautique et Plage de l'Étang) | Cannes – Parking Roseraie-Port Canto ⥋ Cannes – Parking Roseraie-Port Canto (via Base Nautique et Plage de l'Étang) |
| Mouré Rouge  | Ouverture / Fermeture Fin juin / Début septembre | Longueur — | Durée 15 min | Nb. d’arrêts 15 | Matériel — | Jours de fonctionnement L, Ma, Me, J, V, S, D                                                                       | Jour / Soir / Nuit / Fêtes O / N / N / O                                                                            | Voy. / an — | Exploitant Régie Palm Transports                                                                                    |
| Mouré Rouge  | Desserte : - Villes et lieux desservis : Cannes. - Gares desservies : Aucune | | | | | | | | |
| Mouré Rouge  | Autre : - Particularités : Cette ligne dessert le secteur du Mouré Rouge, à côté de Palm Beach, elle ne circule qu'en période estivale. - Arrêts non accessibles aux UFR : — - Amplitudes horaires : La ligne fonctionne du lundi au samedi de 7 h et 23 h 15 environ. - Date de dernière mise à jour : 27 août 2023. | | | | | | | | |
| Mouré Rouge  | Dernière actualisation : — | | | | | | | | |

#### Lignes scolaires
En période scolaire uniquement, il existe des renforts scolaires qui desservent les collèges et lycées.

### Lignes interurbaines
| No           | Parcours                                                                                                | Exploitant           | Matériel            |
| ------------ | --- | -------------------- | ------------------- |
| 620 (ex 200) | Cannes gare SNCF - Nice Parc Phoenix (Cannes gare SNCF - Nice Aéroport direct par autoroute pour le 81) | ZOU! Alpes-Maritimes | Heuliez GX 337 Elec |
| 81 (ex 210)  | Cannes gare SNCF - Nice Parc Phoenix (Cannes gare SNCF - Nice Aéroport direct par autoroute pour le 81) | ZOU! Alpes-Maritimes | Yutong Ice 12 Elec  |
| 660 (ex 600) | Cannes gare SNCF - Grasse gare SNCF (par Pégomas pour la ligne 662)                                     | ZOU! Alpes-Maritimes | Heuliez GX 337 Elec |
| 662 (ex 610) | Cannes gare SNCF - Grasse gare SNCF (par Pégomas pour la ligne 662)                                     | ZOU! Alpes-Maritimes | Heuliez GX 337 Elec |

## Fréquentation
Entre 2005 et 2008, la fréquentation du réseau Palm Bus (auparavant Bus Azur) a grimpé de 19 %

## Parc de véhicules
En octobre 2023, le parc d'autobus du réseau Palm Bus est composé de 122 véhicules dont 3 bus articulés, 71 bus standards, 29 midibus, 15 minibus, 4 véhicules destinés au transport à la demande. Au sein de cette flotte, 23 bus fonctionnent à l'électrique, les autres véhicules sont équipés de moteurs Diesel.

### Bus articulés
| Constructeur  | Modèle            | Nombre | Numéros de parc | Période de mise en service      | Affectation                    | Observation                 |  |
| ------------- | ----------------- | ------ | --------------- | ------------------------------- | ------------------------------ | --------------------------- |  |
| Heuliez Bus   | GX 437 Linium     | 3      | 800-802         | Entre juillet 2019 et août 2019 | Palm Express                   | –                           |  |
| Mercedes-Benz | Citaro G Facelift | 5      | 803-807         | mars 2025                       | Palm Express A, lignes 1 et 10 | Anciens véhicules de Genève |  |

### Bus standards
| Constructeur | Modèle             | Nombre | Numéros de parc  | Période de mise en service           | Affectation                                  | Observation |
| ------------ | ------------------ | ------ | ---------------- | ------------------------------------ | -------------------------------------------- | --- |
| Heuliez Bus  | GX 327             | 25     | 332-357          | Entre juillet 2005 à juillet 2012    | Toutes les lignes du réseau                  | 356 réformé à la suite d'un incendie. Les 332, 333, 334, 335, 336, 338 et 339 ont été réformés à l'automne 2021. |
| Heuliez Bus  | GX 327 BHNS        | 11     | 410-420          | Entre novembre 2013 et décembre 2013 | Toutes les lignes du réseau                  | La 411 a été victime d'un accident avec un autre bus fin juillet 2023.                                           |
| Heuliez Bus  | GX 337             | 2      | 358, 360         | Juin 2015                            | Toutes les lignes du réseau                  | 359 réformé à la suite des intémpéries d'octobre 2015.                                                           |
| Heuliez Bus  | GX 337 BHNS        | 10     | 421-427, 361-363 | Entre décembre 2015 à novembre 2017  | Toutes les lignes du réseau                  | – |
| Heuliez Bus  | GX 337 Linium      | 22     | 428-449          | Entre mai 2017 à décembre 2019       | A, B, 1, 2, 10                               | – |
| Heuliez Bus  | GX 337 Linium ELEC | 23     | 450-472          | Entre février 2021 à juillet 2024    | A, B, 1, 2, 10                               | Le 458 victime d'un accident avec le 411 fin juillet 2023.                                                       |
| Volvo        | Unvi Urbis B9TL    | 4      | 005-008          | Mai 2017                             | Palm Impérial, Palm Express lors du festival | – |

### Midibus
| Constructeur | Modèle        | Nombre | Numéros de parc | Période de mise en service         | Affectation                                    | Observation |
| ------------ | ------------- | ------ | --------------- | ---------------------------------- | ---------------------------------------------- | ----------- |
| Heuliez Bus  | GX 127        | 7      | 029-035         | Entre octobre 2010 à novembre 2013 | 4, 6A, 6B, 7, 7A, 11A, 14, 17, 21, 22, 25, 620 | –           |
| Heuliez Bus  | GX 137        | 10     | 036-045         | Entre juin 2015 à juillet 2018     | 4, 6A, 6B, 9, 17, 21, 22, 23                   | –           |
| Heuliez Bus  | GX 137 L ELEC | 9      | 050-051         | Entre mai 2023 et octobre 2023     | 4, 6A, 6B, 9, 17, 21, 22, 23                   | –           |

### Minibus
| Constructeur  | Modèle     | Nombre | Numéros de parc | Période de mise en service          | Affectation            | Observation             |
| ------------- | ---------- | ------ | --------------- | ----------------------------------- | ---------------------- | ----------------------- |
| Gruau         | Bluebus 6m | 3      | 550, 702, 705   | Entre septembre 2011 à octobre 2017 | 7, 18                  | En remplacement du 525. |
| Gruau         | Microbus   | 3      | 526-528         | Octobre 2009                        | 7, 18                  | –                       |
| Fiat          | City 21    | 7      | 550-556         | Entre décembre 2013 à juin 2018     | 6A, 6B, 13, 19, 24, 27 | –                       |
| Mercedes-Benz | City 23    | 2      | 557-558         | Octobre 2016                        | 6A, 6B, 13             | –                       |

### Dépôts
| Dépôt                                           | Localisation                        | Nombre véhicules | Lignes                                             | Superficie | Exploitant      | Date achat       |
| ----------------------------------------------- | ----------------------------------- | ---------------- | -------------------------------------------------- | ---------- | --------------- | ---------------- |
| Dépôt principal Palm Bus - La Roubine (bureaux) | 108 Av. de la Roubine, 06150 Cannes | Inconnu          | Palm Bus, Palm Express, Palm Impérial, Palm Night. | ? M²       | Palm Transports | 1er janvier 2014 |
| Dépôt annexe PalmBus - Gabians                  | 125 Av. de la Roubine, 06150 Cannes | Inconnu          | Palm Bus, Palm Express, Palm Impérial, Palm Night. | ? M²       | Palm Transports | -                |

## Dans la culture
Courant 2021, une livrée « Palm Bus » a fait son apparition dans le jeu vidéo OMSI 2 pour le véhicule HeuliezBus GX327. À ce jour, aucune carte n'a été rendue publique mais une carte qui reproduirait la ville de Cannes et ses alentours pourrait bientôt voir le jour.